# Gòtia
|  | Aquest article tracta sobre un territori del regne dels francs. Si cerqueu un territori de Suècia, vegeu «Götaland». |

El ducat de Gòtia o marquesat de Gòtia (en llatí Gothia o Gothica; referida també com a Marca Hispànica) és el nom que els francs donaren als territoris conquerits als musulmans entre el 759 i el 801 i que anteriorment havien estat províncies del regne dels Visigots. La Gòtia la formaven tota l'antiga Septimània visigòtica i la part nord de la Tarraconense visigòtica, mentre que la part sud de l'antiga província va romandre sota domini islàmic. La campanya de conquesta s'inicià amb el setge de Narbona (759), prosseguí a l'altra banda dels Pirineus amb el setge de Girona (785), continuà amb el setge de Barcelona (801), però no pogué culminar-se amb la presa de Tortosa, consolidant-se d'aquesta manera la frontera del Llobregat. El ducat no estava sota la jurisdicció única d'un duc sinó que d'entre els diversos comtes nomenats pels reis francs aquell que tenia major poder rebia el títol honorífic de Dux. Arran de l'extinció de la dinastia carolíngia i la crisi de la monarquia franca els comtes situats al sud de les Corberes afermaren la seva independència respecte dels monarques francs de la nova dinastia Capet, mentre els territoris de l'antiga Septimània visigòtica restaren sota obediència franca quedant restringida la denominació de Marquesat de Gòtia a aquest territori transpirinenc.

## Regne dels visigots
La Tarraconense, com bona part de l'ordenació territorial romana, va continuar sent una de les divisions administratives del Regne dels Visigots al llarg dels segles vi i vii. La Tarraconense va ser utilitzada com a base pels diferents reis visigots per defensar les seves possessions de la Gallia Narbonensis i aturar els atacs promoguts pels reis francs de l'antiga Galia.

### Elsducesprovincials

Les províncies romanes persistiren durant el regne visigot de Toledo.

El governador visigot d'una província era el dux provinciae; les competències de què gaudien eren bàsicament d'ordre militar. De les funcions dels governadors provincials gots (anomenats dux, en plural duces, és a dir dux provinciae o duces provinciarum) es tenen escasses dades. Les províncies van ser anomenades sovint ducatus. Els duces tenien autoritat sobre tota la província i sobre els comtes (comites) de les ciutats. S'ignora si tenien funcions judicials, si bé se sap que en alguns casos, que per la personalitat dels personatges jutjats se sotmetia l'assumpte al rei, aquest podia delegar en el dux o en el comte. Sembla que la seva principal funció era militar i tenien el comandament d'un exèrcit que constituïa el més gran contingent de tropes de la província (els comtes disposaven també de contingents locals). El nombre de soldats del dux en temps de pau s'estima en uns tres-cents mentre que els contingents dels comtes eren probablement d'un centenar. Encara que els ciutadans romans estaven exclosos d'algunes funcions se sospita que sí que podien esdevenir ducs provincials, coneixent-se el nom romà d'un dux (concretament de Claudi o Claudius, dux de Lusitània, per bé que encara que tenia un nom clarament romà no existeix l'evidència que no fos un got que hagués adoptat un nom romà en convertir-se al catolicisme). El fet que el càrrec pogués ser ostentat per romans i que el dux tingués el comandament de tropes, confirmaria que no existia cap temor a l'hostilitat de la població romana. Sembla probable que els romans no poguessin ostentar el càrrec de comte a causa del seu presumpte desconeixement de les lleis i costums godes, que per les seves funcions judicials calia conèixer.

### Elscomesmunicipals
La més alta autoritat local visigoda era el comes civitatis, ‘comte de la ciutat’, amb jurisdicció sobre els habitants de nacionalitat visigoda d'una ciutat i el territori circumdant d'ella dependent, mentre els habitants romans o hispans disposaven de les seves pròpies autoritats. Per això es creu que només existien comtes en les ciutats on hi havia ciutadans visigots. Per tant, existien els comtes però no hi havia una divisió en comtats, sinó en territoris, dels quals alguns tenien comte i altres no. El comte de la ciutat era nomenat pel rei i normalment havia de ser un home ric i de noble bressol. Els comtes percebien un salari del tresor públic i no podien fixar tributs sobre els ciutadans romans. La principal funció del comte era de caràcter militar, estant sota el seu comandament la guarnició militar de la localitat i tenint control directe sobre l'oficial militar major, el Thiufadi. Així mateix el comte tenia tasques administratives en les quals era auxiliat per un funcionari anomenat vicarius. El vicarius no podia imposar tributs als romans i tampoc podia confiscar propietats sense ordre judicial. Paral·lelament a la seva funció militar i administrativa el comte també tenia jurisdicció sobre casos civils i criminals, però deixava la majoria dels casos, sobretot els civils, al iudex loci. Alguns casos eren jutjats pel comte i el iudex loci conjuntament, mentre que el comte tenia un dret d'apel·lació sobre les decisions del jutge local, de manera que si algú apel·lava contra les decisions d'un jutge havia d'atendre la petició. De la mateixa manera el comte podia castigar el jutge local si aquest descuidava els seus deures. Per la seva part els delictes comesos per gots havien de ser denunciats tant davant del comte com del iudex loci. La detenció corresponia a aquest últim però si no podia realitzar la detenció estava facultat per sol·licitar ajuda al comte, qui li havia de donar, facilitant-li la disposició d'homes armats.

## La invasió islàmica

La frontera superior (Ath-Thaghr al-Alà) comprenia la part sud de l'antiga Tarraconense.

Els musulmans van desembarcar el 711 a Gibraltar i poc després van vèncer els visigots a la batalla de Guadalete. Amb la destrucció del regne dels Visigots el sistema d'administració territorial d'Hispania heretat de l'Imperi Romà va desaparèixer i, amb ell, la província Tarraconense. Tot i així encara que la zona oriental d'aquesta va servir com a últim bastió de resistència als dos últims monarques visigots, Àquila II (711 - 713) i Ardó (713 - 720). La primavera del 714 els musulmans arribaren a la vall de l'Ebre i un cop assegurada la rereguarda sotmetent Corduba, Spali, Mèrida i Tulaytula, l'ocupació del territori passava pel domini dels centres urbans més importants del Regne dels Visigots, entre ells Cesaracosta. L'entrada dels musulmans a Cesaracosta fou pacífica, però alguns nobles visigots i altes dignataris eclesiàstics van fugir al Pirineu. Després de la conquesta de la Tarraconense el valí d'Hispània As-Samh ibn Màlik al-Khawlaní va envair la Gàl·lia Narbonesa establint la seva capital a Arbuna (Narbona) el 720, oferint als habitants generoses condicions i ràpida pacificació de les altres ciutats. Amb Arbuna assegurada, i sobretot amb el seu port, els mariners àrabs eren els amos del Mediterrani occidental, sotmetent ràpidament les ciutats controlades pels comtes visigots. El 721 van arribar reforços per preparar el Setge de Tolosa, que era la clau per dominar la Gàl·lia Aquitània amb les mateixes condicions que Gàl·lia Narbonesa, però aquests seus plans van fallar per la derrota a la batalla de Tolosa (721). Les forces àrabs, assentades sòlidament a Gàl·lia Narbonesa i proveïdes fàcilment per mar van continuar atacant cap a l'est arribant fins a Autun el 725. L'any 731 el valí berber de Narbona i la regió de Cerdanya Uthman ibn Naissa impugnà Abd-ar-Rahman ibn Abd-Al·lah al-Ghafiqí per raó de l'opressió que patien els berbers al nord d'Àfrica i va pactar una treva amb el duc d'Aquitània Odó el Gran. En represàlia al-Ghafiqí envià una missió per a capturar Uthman, qui durant el transcurs del Combat de Llívia quedà assetjat i fou mort.

## La conquesta franca de la Gòtia i regnat de Lluís I «el Pietós»
El 732 al-Ghafiqí va reprendre l'escomesa contra el regne dels francs i escollí la ruta de Pamplona i Roncesvalls per penetrar vers la Gàl·lia Aquitània. Després de la batalla de Bordeus va conquerir la ciutat i la va saquejar amb virulència. El duc d'Aquitània Odó el Gran els va sortir a l'encontre quan els invasors creuaven el riu Dordonya però va ser derrotat en la batalla de la Garona, raó per la qual es va veure obligat a recompondre la seva relació amb Carles Martell oferint-li submissió i ajuda per fer front als musulmans. Carles Martell va enviar ràpidament un exèrcit mentre Al-Ghafiqí avançava imparable. Després de saquejar la regió de Poitiers al-Ghafiqí va prosseguir l'avenç cap al nord en direcció a l'abadia de Sant Martí de Tours, però en el camí entre Poitiers i Tours li varen sortir a l'encontre les forces del duc Odó i els reforços enviats per Carles Martell, lliurant-se la decisiva batalla de Tours l'octubre del 732. Les tropes àrabs van ser derrotades i al-Ghafiqí fou mort. Els supervivents es van retirar en desordre cap a Narbona. Després de la batalla de Tours les noves agressions dels musulmans a la zona d'Arles i l'aliança de Maurontus amb Yússuf ibn Abd-ar-Rahman al-Fihrí contra els francs obligaren Carles Martell a promoure una nova expedició aplegant un gran exèrcit de francs i borgonyons que s'apoderaren d'Avinyó. Després de prendre la ciutat Carles Martell va travessar el Roine i entrà a la Gàl·lia Narbonesa on inicià el Setge d'Arbuna (Narbona) el 737, ciutat que finalment no va poder prendre. El 742 l'esclat de la Revolta berber del Valiat de l'Àndalus, i la posterior Revolta iemenita del Valiat de l'Àndalus el 745 desembocaren en la reconquesta omeia del 756.

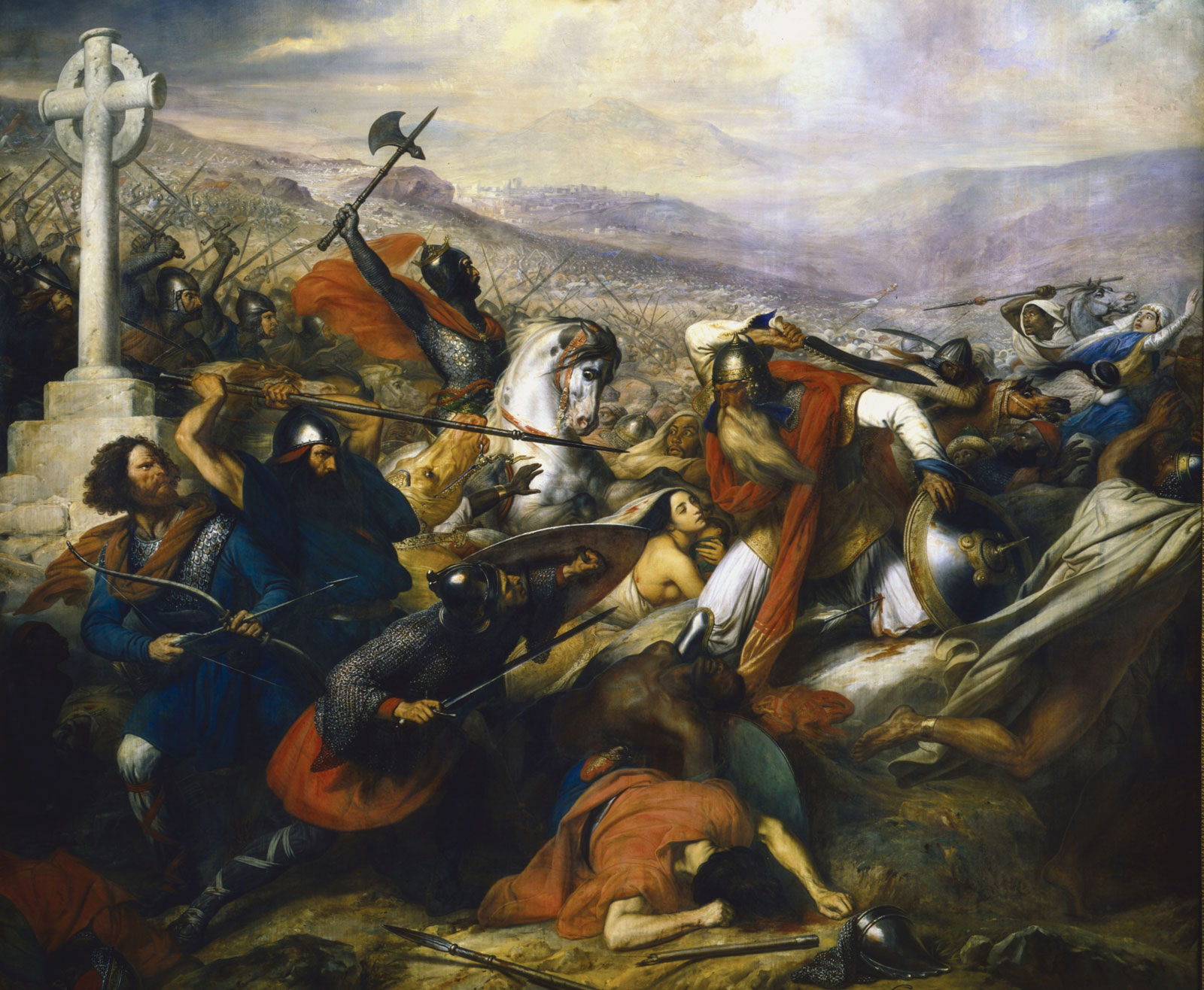
La batalla de Tours (732)

El 759, després d'un setge de set anys, els francs aconseguiren la conquesta d'Arbuna. El 777 els governants iemenites d'ath-Thagr al-Alà, enfrontats al sirià Abd-ar-Rahman I, l'emir Omeia de Qúrtuba, es van revoltar i van aliar-se amb l'emperador franc Carlemany, qui va acceptar l'oferta dels representants musulmans de Jarunda, Barxiluna i Waixqa que oferiren els seus territoris a canvi de suport militar, però la campanya va fracassar arran del setge de Saragossa (778). El 785 les mateixes elits locals que havien capitulat davant dels musulmans lliuraren la ciutat de Jarunda, que estava governada pel valí de Madínat Barxiluna Matruh ibn Sulayman, a les tropes de Carlemany. Amb la conquesta de Girona la primera marca va establir els seus límits a la Tordera. La presa de Girona provocà diverses expedicions musulmanes al territori perdut, entre elles la del 793 dirigida per Abd-al-Màlik ibn Abd-al-Wàhid ibn Mughith, en la qual inicià el setge de Narbona (793) i va vèncer Guillem I de Tolosa a la batalla d'Orbieu. A la mort d'Hixam I l'Emirat de Còrdova estava en ple conflicte, ja que el seu fill Al-Hàkam I estava lluitant contra les pretensions dels seus oncles Sulayman i Abd-Al·lah ibn Abd-ar-Rahman, que es van rebel·lar a la mort d'Hixam I, i el 798 Guillem de Tolosa, que coordinava les operacions per conquerir al-Tagr al-Ala en nom de Lluís el Pietós, convocà la Dieta de Tolosa a la qual assistiren ambaixadors d'Alfons II d'Astúries i Bahlul Ibn Marzuq per definir els atacs a la frontera d'al-Tagr al-Ala. El 800 l'emperador franc Lluís el Piadós va dirigir-se a Barcelona, ja que el valí Sadun al-Ruayni, que havia estat molt compromès en la revolta d'Abd-Al·lah ibn Abd-ar-Rahman havia ofert la ciutat als carolingis, però es va desdir i per protegir el flanc de l'atac a la ciutat l'exèrcit va iniciar el Setge de Larida (800) i Wasqa., i es provocà una revolta a Pamplona que acabà amb la sobirania musulmana. A la tardor del 800 s'inicià el setge de Barcelona amb tropes d'Aquitània, Bascònia, Borgonya, Septimània i diversa maquinària de setge. El capitost musulmà Harun, emparentat amb alguns nobles gots de la ciutat, va assumir el govern interí, però després d'un setge llarg la fam va fer que els habitants de Barxiluna obrissin les portes a les tropes de l'exèrcit cristià de Lluís el Pietós comandat pel duc Guillem de Tolosa el 3 d'abril del 801.

## Organització de la Gòtia

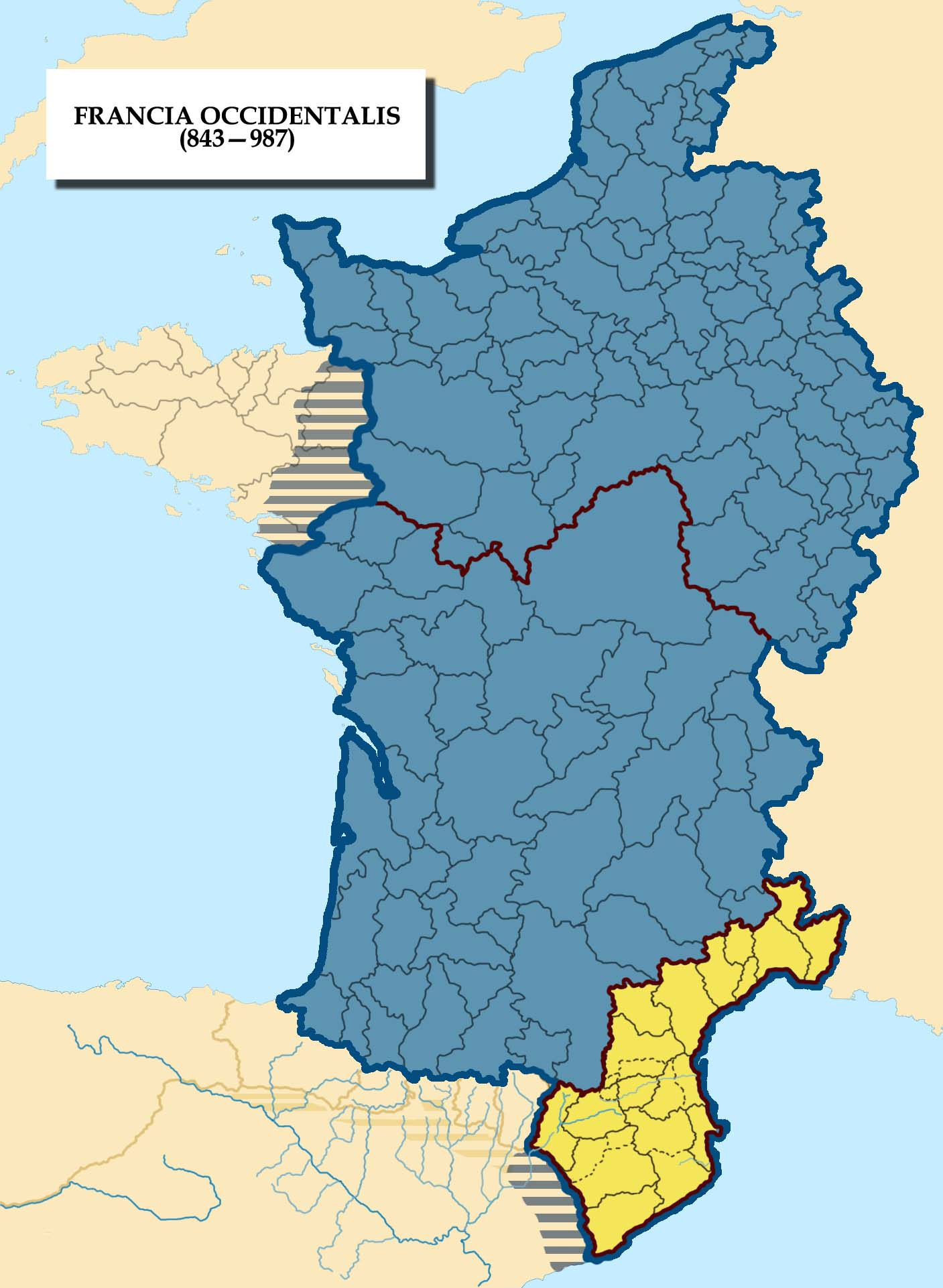
El Ducat de Gòtia comprenia la part nord de l'antiga Tarraconense visigòtica així com l'antiga Septimània visigòtica.

Els francs nomenaren Comte de Barcelona Berà I, fill de Guillem de Tolosa. En aquesta expedició també s'havia conquerit el Castell de Terrassa, el nucli de població més important després de Barcelona i que dominava el Vallès. D'aquesta manera la frontera del Llobregat fou fortament reforçada i posteriorment es van fer tres intents fallits de conquesta de Turtuixa, el 804, 807 i 808, i Wasqa els anys 807 i 812. La primera expedició per dur la frontera fins a l'Ebre va ser dirigida per Lluís el Pietós, i va arribar a Tarragona destruint alguns llogarets. Quan Al-Hàkam I va saber de l'atac, va manar l'infant Abd-ar-Rahman ibn al-Hàkam que aplegués les tropes de Saraqusta amb les del valí de Balànsiya i fes front a l'invasor. Els francs es van dividir en un lloc anomenat Santa Columba, en dos cossos d'exèrcit. Un estava manat pel mateix Lluís, que va marxar cap a Tortosa, i l'altre estava manat per Berà, Ademar de Narbona i Borrell I d'Osona, cobrint el flanc occidental i havia d'atacar Tortosa des del sud. La secció de Berà va passar l'Ebre prop de la confluència amb el Cinca i arribà a Vila-Rubea, però els atacs dels musulmans els obligaren a retirar-se, a punt de ser aniquilats a un punt anomenat Vallis Ibana, potser Vallibona, prop de Morella. Van poder reunir-se amb Lluís, que mentrestant va estar assetjant Tortosa durant vuit dies sense cap resultat, i tots junts es van retirar cap al nord.
Carlemany va enviar al seu llegat Ingobert a Tolosa perquè fos oficialment enviat pel seu fill Lluís el Pietós en una nova expedició al sud de Barcelona. Ingobert va seguir la mateixa tàctica del 804 i va dividir l'exèrcit; el cos que manava ell va marxar contra Tortosa i l'altre cos, manat per Berà i Ademar de Narbona, l'havia de rodejar i atacar pel sud. Segons l'Astrònom, cronista oficial dels francs, a la seva Vita Hludovici, en creuar les forces de Berà el riu d'amagat amb unes barques preparades, els cavalls ho van fer nedant i les seves defecacions arrossegades pel corrent van ser detectades a Tortosa. El valí d'aquesta ciutat va atacar Berà i Ademar, que van aconseguir escapolir-se amb poques baixes i reunir-se amb l'exèrcit d'Ingobert, però ambdós es van haver de retirar. La derrota franca a la batalla de Pancorbo va provocar una revolta dels vascons contra l'hegemonia franca que va establir Ènnec I de Pamplona com a rei de Pamplona. Aquest fet i els fracassos de les temptatives de dur la frontera a l'Ebre amb els atacs a Turtuixa van aturar la invasió carolíngia.

### Elmarchiooduxde la Gòtia
En el regne dels francs la denominació Gòtia començà a emprar-se vers el segle ix, i fou vigent fins a la primera meitat del segle x, desapareixent progressivament a començaments del segle xii. El governador de la Gòtia ostentà el títol de marchio o dux; el primer governant a emprar-lo fou el got Sunifred (? - 848), comte de Barcelona, Cerdanya i Urgell, i de Narbona, i pare de Guifré el Pelós; i el darrer governant que s'intitulà dux de la Gòtia fou el seu descendent, el comte Borrell II (927 - 992). La intitulació de dux tenia connotacions militars i la prenia un dels comtes de les ciutats quan tenia sota el seu poders diversos comtats, mentre aquests si aquests eren fronterers del regne franc, se'l titulava també marquès.
En l'administració de l'antic regne dels Visigots el governador d'una província havia estat el dux provinciae, les competències del qual eren bàsicament d'ordre militar, tot i que de les funcions dels governadors provincials gots (anomenats dux, en plural duces, és a dir dux provinciae o duces provinciarum) se'n tenen escasses dades. Les províncies havien estat anomenades sovint ducatus i els duces tenien autoritat sobre tota la província i sobre els comtes de les ciutats, els comes civitatis. No sabem si tenien funcions judicials, si bé se sap que en alguns casos, que per la personalitat dels personatges jutjats se sotmetia l'assumpte al rei, aquest podia delegar en el dux o en el comte. Sembla que tenien el comandament d'un exèrcit que constituïa el més gran contingent de tropes de la província, mentre que els comtes disposaven també de contingents locals.

### ElsComesmunicipals
La més alta autoritat local visigoda era el comes civitatis, ‘comte de la ciutat’, amb jurisdicció sobre els habitants de nacionalitat visigoda d'una ciutat i el territori circumdant d'ella dependent, mentre els habitants romans o hispans disposaven de les seves pròpies autoritats. Per això es creu que només existien comtes en les ciutats on hi havia ciutadans visigots. Per tant, existien els comtes però no hi havia una divisió en comtats, sinó en territoris, dels quals alguns tenien comte i altres no. El comte de la ciutat era nomenat pel rei i normalment havia de ser un home ric i de noble bressol. Els comtes percebien un salari del tresor públic i no podien fixar tributs sobre els ciutadans romans. La principal funció del comte era de caràcter militar, estant sota el seu comandament la guarnició militar de la localitat i tenint control directe sobre l'oficial militar major, el Thiufadi. Així mateix el comte tenia tasques administratives en les quals era auxiliat per un funcionari anomenat vicarius. El vicarius no podia imposar tributs als romans i tampoc podia confiscar propietats sense ordre judicial. Paral·lelament a la seva funció militar i administrativa el comte també tenia jurisdicció sobre casos civils i criminals, però deixava la majoria dels casos, sobretot els civils, al Iudex loci. Alguns casos eren jutjats pel comte i el Iudex loci conjuntament, mentre que el comte tenia un dret d'apel·lació sobre les decisions del jutge local, de manera que si algú apel·lava contra les decisions d'un el comte havia d'atendre la petició. De la mateixa manera el comte podia castigar el jutge local si aquest descuidava els seus deures. Per la seva part els delictes comesos per gots havien de ser denunciats tant davant del comte com del Iudex loci. La detenció corresponia a aquest últim però si no podia realitzar la detenció estava facultat per sol·licitar ajuda al comte, qui li havia de donar facilitant-li la disposició d'homes armats.

### El sistema comtal carolingi
Les necessitats de defensa de la frontera propiciaven la concentració de força en poques mans, de manera que els reis carolingis es van acostumar a encomanar diversos comtats, a vegades quasi tota la portione Hispaniae, a un sol comte. Així, hi va haver comtes de gran poder, però mai un de sol no va governar tots els comtats. Els comtes depenien del monarca, que els nomenava, i hi estaven en contacte per mitjà d'ambaixadors o directament quan acudien a les assemblees generals del regne. Com a representants del monarca dirigien els afers administratius, sobretot d'ordre fiscal, encapçalaven l'exèrcit, garantien l'ordre públic i eren responsables de l'administració de justícia. Per a realitzar aquestes funcions disposaven de col·laboradors, que la cancelleria carolíngia considerava funcionaris (personae publichae).
Els comtes, sovint d'origen franc, eren de llinatges aristocràtics, i el poder i la riquesa que tenien, més que de la propietat de terres procedia de l'acumulació de càrrecs, que donaven dret a fruir de béns i drets públics: dominis públics o fiscals i impostos. Precisament la creació de l'Imperi Carolingi respon a la necessitat de multiplicar les possibilitats de progressió social de l'aristocràcia franca, els efectius de la qual s'havien incrementat, i s'explica també per la mobilitat dels seus membres, disposats a marxar amb l'exèrcit fronteres enllà i a ocupar càrrecs en regions llunyanes. Precisament les regles del joc polític es basaven en una certa apropiació familiar de les dignitats, de manera que el fet que un membre d'un llinatge hagués regit un comtat donava als altres membres del mateix llinatge un cert dret a ocupar la dignitat comtal, encara que no necessàriament en el mateix lloc. Els comtes disposaven d'uns lloctinents que els substituïen en les absències i els representaven en afers importants: els vescomtes. La seva funció va ser especialment important durant el segle ix, quan els principals comtes francs van participar en intrigues d'alta política que els van mantenir allunyats dels comtats catalans. Més avall hi havia els veguers; els jutges que seguien les normes processals (interrogatori de testimonis i examen de proves escrites) i interpretaven la Lex Visigothorum.
Els ingressos que els comtes i els seus agents percebien procedien de l'administració dels béns i els drets públics. Eren béns públics els dominis fiscals (terres, vinyes, prats, masos, molins) amb els seus conreadors, heretats del Baix Imperi Romà i conservats i explotats per la monarquia de Toledo. Eren drets públics els impostos i les regalies. A més de la moneda, eren regalies (iura regalia) aigües, fonts, mines, salines, caça, pesca, muntanyes, pastures i boscos. L'encunyació monetària produïa ingressos per explotació directa de la seca o per arrendament. També les mines i les salines podien ser explotades directament per l'autoritat o arrendades. Quant a les altres regalies (aigües, muntanyes, pastures, boscos), per tradició ancestral eren d'aprofitament col·lectiu, però el senyor en cobrava drets d'ús. El pagament d'impostos procedia de l'herència romana, certament degradada, i segurament no de la mateixa forma, amb la mateixa intensitat i regularitat que abans. Segurament es cobraven impostos indirectes i molt probablement també de directes. Els indirectes (telonis, lleudes, pontatges, portatges, ribatges), que gravaven el comerç i el consum, es recaptaven en llocs de trànsit i en els mercats. Els directes (censum, censum publicum), que en època romana havien estat els més importants, consistien ara en simples pagaments per llar de quantitats fixes de cereal, vi i carn, potser substituïbles per alguna mena de servei (servitium, servitia regalia) d'interès públic o en profit dels governants. També era obligatori allotjar els funcionaris de pas, especialment ambaixadors (missi), a qui, a més, s'havien de prestar cavalleries per al viatge.

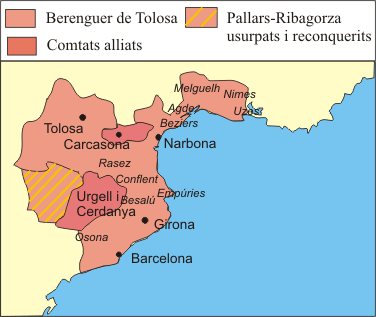
Els dominis de Berenguer de Tolosa.

En un territori caracteritzat per la violència de la frontera calien forces d'elit i quadres dirigents especialitzats que eren remunerats amb la concessió de béns i drets públics, privilegis i exempcions fiscals. El sistema consistia a donar, en benefici (assignació vitalícia) o en plena propietat, una o més viles, en canvi de fidelitat i servei. Encara que la donació o assignació es presentava com un traspàs de propietat de tot el territori vilatà, atès que la vila era una demarcació administrativa, el més lògic és suposar que l'autoritat reial o comtal delegava en l'agent o fidel la potestat pública sobre la vila, i li donava allò que habitualment hi pertanyia: béns i drets públics. Els fidels o agents, afavorits amb aquestes concessions, havien de servir l'exèrcit com a caps amb forces pròpies i especialitzades, les formades pels seus propis fidels, i també havien de dirigir en la host comtal el conjunt dels homes lliures que vivien a les seves viles. Així, considerant el servei militar, podem dir que l'Imperi Carolingi encara funcionava sobre la base de les obligacions públiques i les remuneracions (beneficis i donacions) que l'autoritat reial o les persones dotades de potestat pública atorgaven, però el mateix mecanisme de remuneració de fidelitats i serveis (donació o assignació de béns i drets públics de viles) inclinava a l'absorció de la cosa pública dins de la privada (el fidel incorporava allò que havia rebut en el seu patrimoni i feia declinar el servei), la qual cosa suposava l'afebliment de l'Estat i la transformació del poder.
Les ciutats capital de comtat eren també sovint seus episcopals, de manera que hi residia un bisbe, cap del clergat d'una diòcesi, responsable del servei del culte i figura amb importants funcions polítiques a la ciutat. Els bisbes, com mostren nombrosos diplomes, viatjaven sovint a la cort, on demanaven privilegis i informaven de la situació política. Els carolingis, que per mitjà de l'arquebisbe de Narbona controlaven l'actuació dels bisbes de la Marca, a vegades nomenaven directament clergues d'origen franc per a les seus vacants. Comtes i bisbes eren, doncs, les autoritats principals als comtats de la frontera hispànica.

## Regnat de Carles II «el Calb»

### La guerra civil dels francs i la revolta de Bernat de Septimània
Però quatre dècades després la unitat de l'Imperi Carolingi es trencà per les lluites dinàstiques entre els successors de l'emperador Carlemany. Així, l'any 840, a la mort de l'emperador Lluís I de França, esclatà la guerra entre els seus fills per apoderar-se del vast imperi. Els germans petits Carles el Calb i Lluís el Germànic es varen aliar en contra del fill primogènit, Lotari I, i el seu aliat Pipí II d'Aquitània. Aquests foren derrotats a la batalla de Fontenoy-en-Puisaye el 25 de juny de 841. Un dels aliats del fill primogènit Lotari I havia estat Bernat de Septimània, comte de Barcelona, de Girona, de Narbona, de Besiers, d'Agde, de Magalona, de Nimes i de Tolosa. Aquest no va voler participar en la batalla final perquè poc abans el candidat pel qual lluitava, Lotari I, havia fet executar els seus germans. Després de la derrota Lotari I el seu aliat Pipí II d'Aquitània es refugià en terres de Bernat de Septimània; aquest decidí enviar el seu fill Guillem de Septimània a oferir la seva obediència al vencedor, Carles el Calb, prometent que aconseguiria que Pipí II d'Aquitània també li retés obediència.
Però Bernat de Septimània no complí amb la promesa i l'any següent, el 842, Carles el Calb, que aleshores tenia 19 anys, decidí castigar el comte Bernat desposseint-lo del comtat de Tolosa. Bernat de Septimània va refusar la decisió de Carles el Calb i, aliat amb Pipí II d'Aquitània, es va rebel·lar obertament contra Carles el Calb i va reconquerir el comtat de Tolosa. L'any següent, el 843, se signà el Tractat de Verdun que posà fi a la guerra civil franca i mitjançant el qual l'Imperi Carolingi fou dividit en tres parts: la França Occidental fou per a Carles el Calb, la França Central per a Lotari I, i la Frància Oriental per a Lluís el Germànic. Havent consolidat el seu tron, el 844 Carles el Calb va tornar al sud amb l'objectiu de sotmetre definitivament a Pipí II d'Aquitània. Bernat de Septimania fou capturat durant el Setge de Tolosa (844) i el maig del 844 Carles el Calb ordenà que Bernat de Septimània fos decapitat.

### L'assassinat del comte visigot Sunifred, pare de Guifré el Pilós

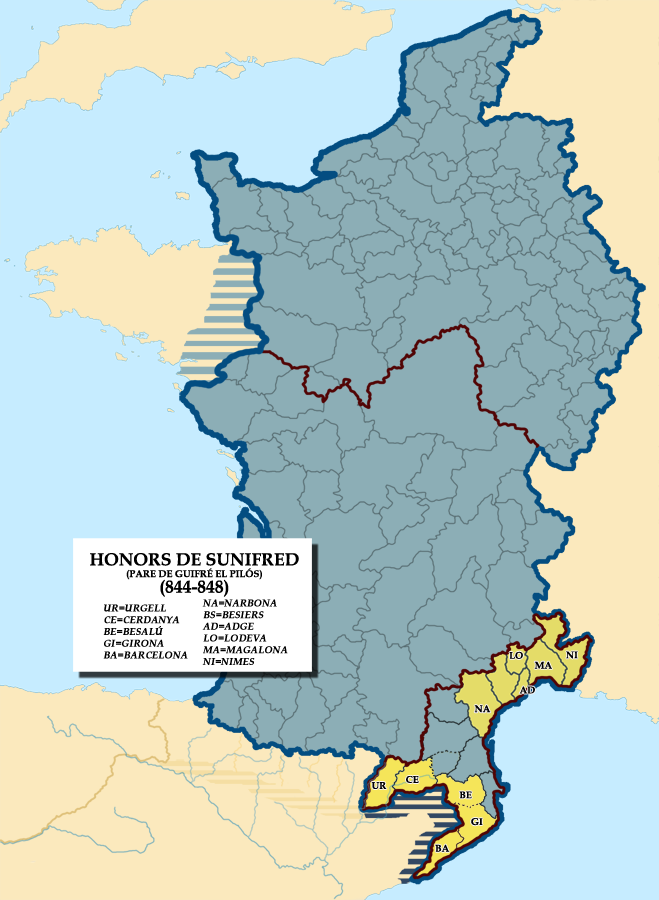
Honors de Sunifred (844-848)
Francia Occidentalis (843-987)

Després de l'execució del cavaller franc Bernat de Septimània el 844, Carles el Calb concedí els comtats de Barcelona, Girona, Narbona, Nimes, Agde, Besiers i Magalona a un cavaller visigot, Sunifred I d'Urgell, comte d'Urgell i de Cerdanya i pare de Guifré el Pilós. Aquest hagué de prosseguir la lluita contra Guillem de Septimània, fill del decapitat Bernat, i el seu aliat Pipí II d'Aquitània, mentre l'any següent aturava la Ràtzia musulmana del 845. El 848, Guillem de Septimània s'apoderà del Comtat de Barcelona i del Comtat d'Empúries, capturant a Sunifred I d'Urgell i a Sunyer I d'Empúries, als quals feu executar. L'estiu del 849 Carles el Calb contraatacà i envaí l'Aquitània. Pipí II d'Aquitània i Guillem de Septimània varen fugir, i Carles va investir al franc Aleran com a comte de Barcelona, d'Empúries, de Rosselló i marquès de la Septimània, al cavaller Guifré I de Girona l'investí comte de Girona i de Besalú, i al cavaller Salomó comte de Cerdanya, d'Urgell i de Conflent.

### Les ràtzies musulmanes i els assalts vikings
Davant de la contraofensiva de Carles el Calb, Guillem de Septimània demanà auxili a l'emir Abd-ar-Rahman II; l'any següent, el 850, després de la marxa de Carles el Calb, Guillem de Septimània contraatacà novament i s'apoderà de Barcelona amb soldats musulmans comandats per Abd-al-Karim ibn Abd-al-Wahid ibn Mughith; passà després a assetjar Girona, que no aconseguir sotmetre. Informat de la nova rebel·lió, Carles el Calb va enviar reforços al sud i finalment Guillem de Septimània fou derrotat, sent capturat i executat a Barcelona per nobles partidaris del rei Carles el Calb. L'any següent els musulmans venjaren l'execució de Guillem de Septimània i llançaren la ràtzia de 851 que devastà totalment la ciutat de Barcelona. En 859 va començar un dels atacs vikings més espectaculars; Björn Järnsida i Hastein van comandar seixanta-dos vaixells cap al mediterrani. Rebutjats pels musulmans a la costa oest de la península Ibèrica, després de saquejar Al-Jazira al-Khadrà, van travessar l'estret de Gibraltar assaltant la costa est peninsular i les illes Balears. Durant l'hivern es van establir a la Camarga saquejant la vall del Roine, apoderant-se d'Elna, Santa Maria d'Arles, Sant Genís de Fontanes i assolant Empúries, arribant potser fins a Banyoles.

### Guifré «el Pilós», comte d'Urgell i Cerdanya
Està documentat que Salomó fou comte d'Urgell, de Cerdanya i de Conflent fins al 868, any a partir del qual desapareix de la documentació. També està documentat que el 873 Guifré el Pelós s'intitulava comte, i per documents posteriors, que s'intitulava comte d'Urgell, comte de Cerdanya i comte de Conflent, els mateixos comtats que havien estat en mans de Salomó. Però el que no està documentat és ni quan, ni perquè, ni com, Guifré el Pilós es feu amb aquestes terres. La Llegenda de Guifré el Pilós sosté que magnats francs havien assassinat a Guifré d'Arria, pare llegendari Guifré el Pilós, fet que coincideix amb la realitat, car Sunifred d'Urgell, l'autèntic pare del Guifré el Pilós, fou assassinat pel magnat franc Guillem de Septimània. Després la llegenda continua explicant que el comtat de Barcelona havia estat usurpat per un magnat franc anomenat Salomó, i que quan Guifré el Pilós retornà a Barcelona, va matar el comte intrús Salomó i recuperà el comtat de Barcelona. Els fets coincideixen parcialment amb la llegenda, car hi hagué un noble franc anomenat Salomó, que era comte, no de Barcelona, sinó d'Urgell, i que el 868 desapareix de la documentació històrica, sent suplantat per Guifré el Pilós.
L'historiador Ramon d'Abadal descartà que Guifré el Pilós assassinés a Salomó, comte d'Urgell, Cerdanya i Conflent, així com que Guifré el Pilós ocupés violentament els comtats; la documentació constata que el 868 el comte Salomó desapareix de la documentació històrica, i que l'agost del 871 apareix Miró el Vell, germà de Guifré el Pelós, com a comte de Conflent; del 873 hi ha un altre document on Guifré el Pilós apareix intitulant-se comte, i poc després n'hi ha un altre on s'especifica que és comte d'Urgell i Cerdanya. Ramon d'Abadal suggerí a la mort de Salomó, els comtat d'Urgell, de Cerdanya i de Conflent haurien quedat vacants, i que Guifré i el seu germà Miró haurien estat investits legalment pel rei Carles II de França; donades les evidències documentals, la investidura s'hauria d'haver produït entre el 868 i el 871; amb aquestes dades proposà que això s'hauria esdevingut a l'assemblea d'Attigny, convocada pel rei de França el juliol del 870, i que en aquella assemblea seria quan Guifré el Pilós hauria rebut el nomenament com a comte d'Urgell, de Cerdanya i de Conflent. Tot seguit i segons l'historiador Josep Maria Salrach i Marès, Guifré el Pelós hauria associat al seu germà Miró el Vell al govern del Conflent.

### Capitular de Quierzy (877)

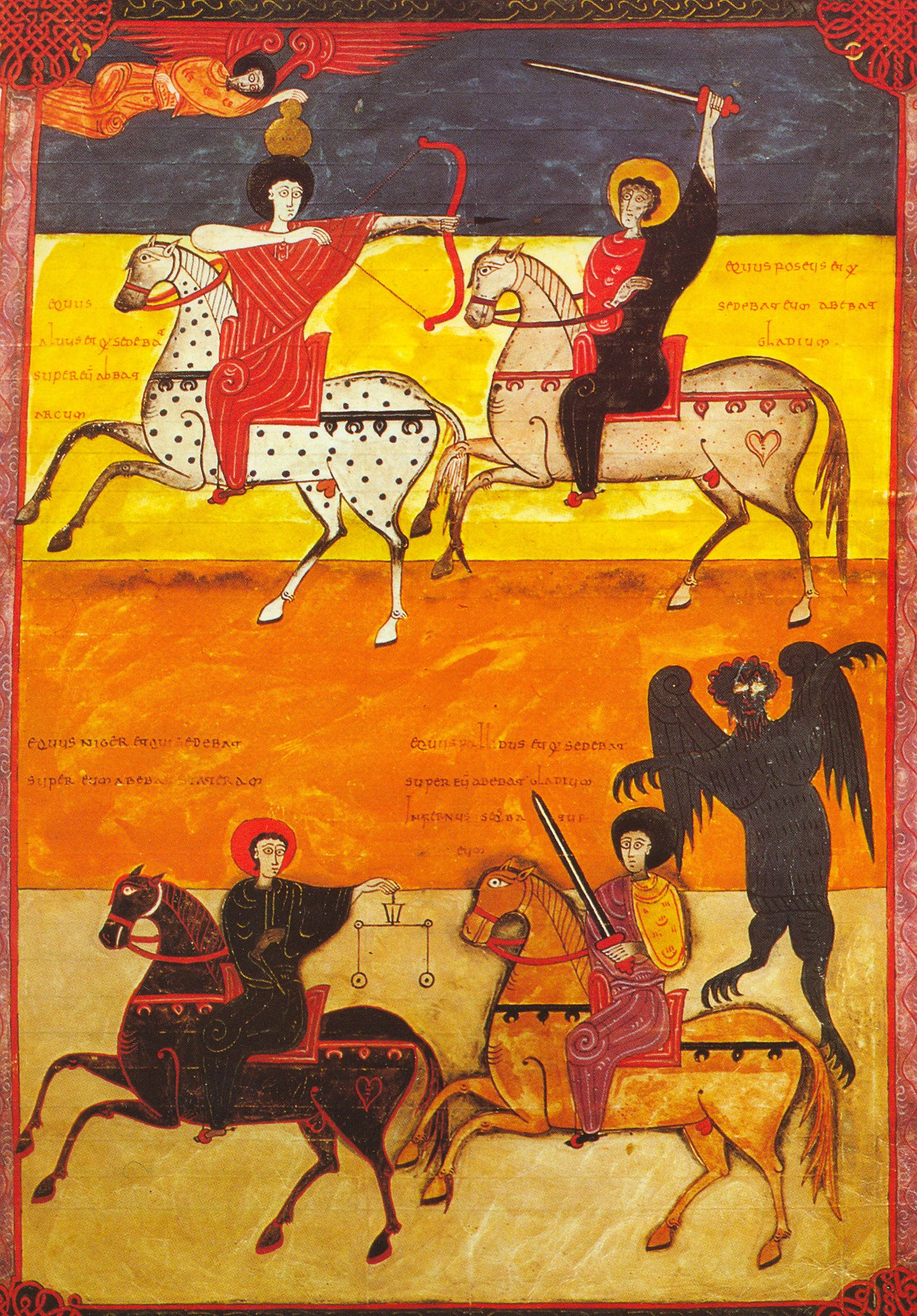
Miniatura d'un Beatus

Cridat a socórrer el Papa Joan VIII, amenaçat pels musulmans, Carles el Calb emprèn una expedició a Itàlia. Prèviament reuneix una assemblea a Quierzy per controlar la bona marxa del seu imperi. En aquesta mateixa assemblea es promulgaren dos capítols que regularien la qüestió dels honors laics i eclesiàstics durant aquell període:
- Si l'emperador mor durant l'expedició - Carles el Calb acabava de patir una Pleuritis - i un gran es retira a un monestir per pregar per la seva salut, el seu fill o un parent heretarà els seus beneficis.
- Els bisbats que quedin vacants seran sotmesos a un consell de gestió a l'espera de la decisió de l'emperador;
- Si un comte mor, el seu fill primogènit administrarà el comtat assistit pel bisbe i els principals oficials del comtat
- Si un vassall mor, la seva vídua i els seus fills disposaran provisionalment dels seus beneficis

Després de promulgar aquesta capitular Carles el Calb inicià el seu viatge, però quan es trobava a mitja expedició va ser informat de la revolta de diversos magnats, emprenguent immediatament el viatge de retorn; Carles el Calb va morir el 6 d'octubre del 877. Però aquest abast temporal i contextual esdevingué definitori i han estat considerats com els dos articles que fundaren el feudalisme, car instauraven legalment l'heretabilitat dels honors, quelcom que fins a l'aleshores eren una Potestas (poder) reservada a la corona imperial.

### La revolta del comte franc Bernat de Gòtia
El 865 el rei Carles II de França havia investit comte de Barcelona, Rosselló, Narbona, Agde, Besiers, Magalona i Nimes el magnat franc Bernat. Però el setembre del 877, aprofitant la marxa del rei a Itàlia, es va produir una rebel·lió general dels nobles francs en contra de la política del rei; la gran coalició de magnats francs l'encapçalaren Bosó V de Provença, Bernat Plantapilosa, l'Abat Hug de Nèustria i Bernat de Gòtia. Alertat de la rebel·lió, Carles II de França decidí retornar als seus dominis, però morí el 6 d'octubre de 877. Tot i així però, els rebels continuaren lluitant contra les tropes fidels al fill del rei, Lluís II de França. Guifré el Pilós i els seus germans Sunifred i Miró el Vell restaren fidels al fill de Carles II de França i disposats a combatre la rebel·lió avançaren per la Septimània on eliminaren els nobles fidels a Bernat de Gòtia, unint les seves tropes a les del vescomte Lindoí de Narbona; el comte Guifré el Pilós i el vescomte Lindoí devastaren les terres de Bernat de Gòtia, n'ocuparen els castells i expulsaren de les esglésies els sacerdots addictes al rebel Bernat. Finalment el bisbe Hicmar de Reims va persuadir els cabdills Bosó V de Provença, l'Abat Hug de Nèustria i Bernat Plantapilosa per tal que abandonessin la rebel·lió, que tan sols fou mantinguda per Bernat de Gòtia amb el suport dels seus familiars. Lluís II de França, fill i successor del difunt rei Carles, fou coronat el 8 de desembre de 877 i poc després les tropes lleials al rei aconseguiren sotmetre els familiars de Bernat de Gòtia.

## Regnat de Lluís II «el Quec»

### Lleialtat als Carolingis. Guifré el Pilós comte de Barcelona i Girona
L'11 d'agost del 878 es reuní el concili de Troyes convocat pel papa Joan VIII. En aquesta concili hi foren presents els bisbes de Barcelona, de Girona, d'Elna i d'Urgell com a principals personalitats eclesiàstiques de la Gòtia. Les primeres sessions del concili foren dedicades a qüestions d'ordre religiós, i el 7 de setembre del 878 es feu la solemne coronació del nou rei Lluís II de França, que ja havia estat consagrat l'any anterior. Els Annales Bertiniani recullen que després seguiren les sessions polítiques i l'11 de setembre del 878 es repartiren els honors (propietats) del derrotat Bernat de Gòtia: Barcelona, Rosselló, Narbona, Besiers, Nimes i Magalona. Els principals beneficiaris foren potentats francs, però els Annales també assenyalen que hi hagué «d'altres disposats secretament», dels qui no concreta el nom. L'historiador Léonce Auzias sosté la teoria que entre aquests «d'altres disposats secretament» hi hauria Guifré el Pilós, que va rebre Barcelona i Girona, i el seu germà Miró el Vell, que va rebre Rosselló; fonamenta la seva teoria en el fet que poc després del concili de Troyes són aquests qui apareixen com a detentors d'aquests comtats. Josep Maria Salrach i Marès coincideix amb la teroria que senyala a una investidura legal, i puntualitza que de la mateixa manera que quan Guifré va rebre els comtat d'Urgell i Cerdanya va cedir l'administració del pagus de Conflent al seu germà Miró, en aquesta ocasió hauria cedit el pagus de Besalú al seu altre germà Radulf; així mateix Guifré el Pilós cedí l'abadia d'Arles al seu germà Sunifred, i el bisbat d'Elna al darrer germà, Riculf. Tant Ramon d'Abadal com Josep Maria Salrach coincideixen doncs a acceptar la teoria de la investidura legal de Guifré el Pilós, assenyalant que seria la recompensa que el rei Lluís II de França, fill de Carles II de França, atorgà a Guifré i a Miró per haver-se mantingut lleials a la dinastia carolíngia durant la revolta dels magants francs.

## Regnat de Carloman i crisi de la monarquia franca

La Francia Occidentalis (843-897)

Mort  Lluís el Quec (879), el regne franc va dividir-se entre els seus fills, tots dos menors d'edat: Lluís III el Cec va rebre Nèustria, Austràsia i Lorena; Carloman II, el Ducat de Borgonya, Aquitània, Septimània i els comtats sud-pirinencs. El buit de poder causat per aquesta successió va agreujar-se, precisament, per les morts de Lluís III (882) i de Carloman (884); llavors, a causa dels difícils moments del regne a causa dels continus atacs dels normands contra les costes atlàntiques, es descartà d'entronitzar Carles el Simple -fill pòstum de Lluís el Tartamut, de només cinc anys- i, per tal de buscar un monarca capaç de plantar cara als invasors escandinaus, a l'assemblea de Ponthion (885) els magnats optaren per oferir la corona al fill de Lluís el Germànic, Carles el Gros, rei de Germània coronat emperador pel Papa Joan VIII el 881. Tot el territori carolingi quedava, doncs, de nou sota el domini d'un únic sobirà. Tanmateix, l'emperador Carles el Gros, net de Lluís el Pietós, de seguida va demostrar que no tenia el tremp del seu avi -ni, menys encara, el del seu besavi-: davant del setge a París pels normands entre novembre del 885 i octubre del 886, Carles només fou capaç de comprar-ne la retirada a canvi de pagar-los un tribut; a més, a la Frància Oriental, tampoc no va veure's amb cor de dominar les revoltes de Francònia, Saxònia, Turíngia, Baviera i Suàbia. Per tot això, doncs, el 887 Carles fou destronat.
A la mort de Carles III el Gros (888), esdevinguda enmig de la indiferència i l'oblit general, el sistema carolingi caminava cap a la seva desaparició. A la Frància Oriental, la nissaga semblava poder tenir alguna continuïtat amb el nebot de Carles, Arnulf de Caríntia, fill il·legítim de Carloman de Baviera, proclamat rei de Germània, el 887, en revolta contra el seu oncle, i, malgrat la seva condició de bastard, coronat emperador pel Papa el 896. Ara bé, a la mort de Lluís el Nen (899-911), fill i successor d'Arnulf de Caríntia, els nobles alemanys elegiren rei  Conrad, duc de Francònia, aliè a la dinastia carolíngia la qual ja no va tornar a regnar mai més a Germània. Per la seva banda, a Itàlia, la deposició de Carles el Gros (887) va iniciar un procés de lluites entre els magnats, els quals aconseguiren, a més, de convertir el Papat en un instrument dels seus propòsits imposant-hi pontífexs servils i de baixa condició moral. Finalment, a la França occidental, la persistència, a causa de la vergonyosa capitulació de Carles el Gros, dels atacs normands plantejà de nou la necessitat de trobar un monarca amb dots de cabdill militar; el 888, menystenint novament els possibles drets de Carles el Simple, els nobles elegiren rei Odó comte de París, que no pertanyia a la nissaga carolíngia, trencant així el principi de legitimitat.

### Els comtes de la Gòtia i la crisi de la monarquia franca

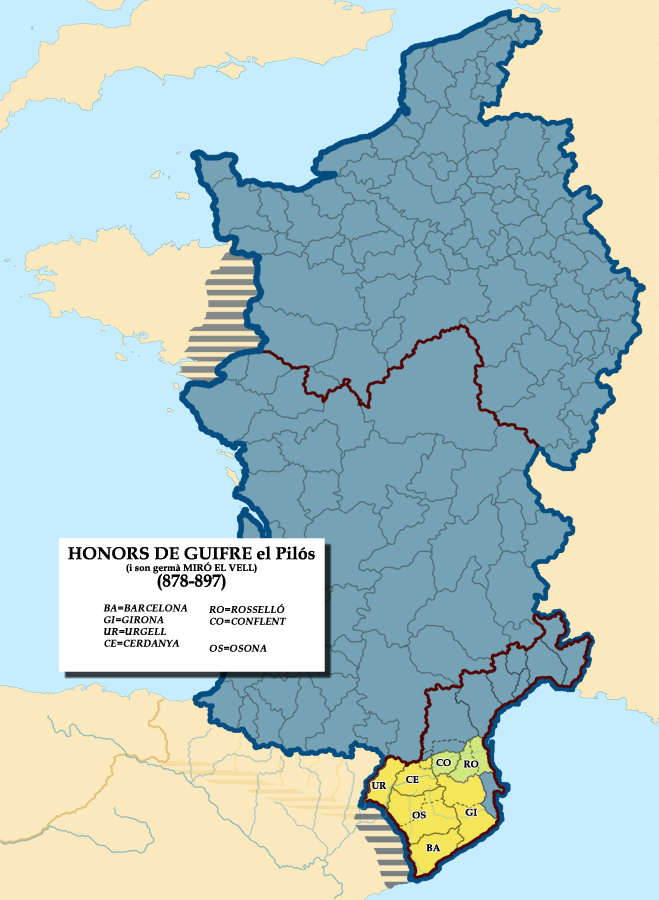
Honors de Guifré el Pilós (878-897)
Honors de Miró el Vell (878-897)
Francia Occidentalis (843-987)

Seguint la tradició dels comtes de la Gòtia d'ascendència visigòtica, els comtes Guifré el Pilós, Miró de Rosselló-Conflent i els comtes d'Empúries Delà i Sunyer II acataren els monarques carolingis Carloman (879-884) i Carles el Gros (885-888), tal com ho testimonien la visita a la cort reial del 881 duta a terme pels jerarques catalans per sol·licitar-hi privilegis, i el precepte atorgat el 886 per Carles el Gros a Teotari, bisbe de Girona. Ara bé, aquesta lleialtat pren, després de mort Lluís el Tartamut, un caràcter passiu; els comtes catalans, si bé no s'alçaren mai contra els carolingis, evitaren d'implicar-se en les lluites del regne. El 879, Lluís III i Carloman marxaren contra Bosó, autoproclamat rei de Provença, títol privatiu dels descendents de Carlemany; els comtes catalans van posicionar-se a favor de Carloman però no s'uniren a l'expedició, actitud força diferent de la decidida i ferma actuació, només dos anys enrere, de Guifré i Miró a Septimània contra els seguidors de Bernat de Gòtia; igualment, cap dels jerarques sud-pirinencs no assistí a l'assemblea de Ponthion (885), ja que, per als comtes catalans, els atacs normands representaven una qüestió aliena i llunyana.
Per tot això, els comtes de Barcelona rebutjaren, en un primer moment, el rei intrús Odó (888-898), com demostra el fet que deixaren de seguir durant el seu regnat la cronologia dels monarques francs, però tampoc no s'alçaren contra l'usurpador en defensa dels drets del carolingi Carles el Simple. Al sud del Pirineu els únics comtes que reconegueren Odó com a rei foren els d'Empúries i, encara, pel seu interès propi d'afirmar la situació d'Eremir com a bisbe de Girona; Guifré el Pilós, Miró de Rosselló-Conflent i Ramon II de Pallars-Ribagorça no feren cap acte d'acatament a aquest monarca, d'ací que no en rebessin mai cap precepte reial, van permetre's, doncs, de mantenir una actitud de rebuig cap a un sobirà que consideraven il·legítim. Per altra banda, en tota aquesta crisi, els monarques -tant el carolingi Carles el Gros (885-888) com l'intrús Odó (888-898)- mantingueren una actitud passiva, inconcebible en temps de Lluís el Tartamut o els seus antecessors -Carles el Calb, Lluís el Pietós, Carlemany i Pipí el Breu-.
El 883 o 884 els musulmans es van sentir amenaçats per l'expansió de Guifré el Pilós, que va voler establir la frontera en els rius Llobregat i Segre, amb posicions al Bages (Cardona per exemple), a Osona, al Berguedà i a la Vall de Lord (i algunes aprisions a la Vall de Cervelló al sud del riu Llobregat), i repoblant els territoris, construint i consolidant esglésies i monestirs, al voltant dels que es fixava la població. La frontera del comtat passava al nord de Solsona segurament per Besora, Tentellatge i Correà; la de Berga per Sorba, Gargallà i Serrateix; i la d'Osona per Cardona, Manresa i Montserrat. Davant l'avenç cristià els governadors musulmans de Ath-Thaghr al-Alà decidiren fortificar tota les ciutats de Làrida, Balagui i Muntsu. La fortificació de Lleida, ambicionada pel comte Guifré, fou vista com una provocació i el comte va atacar la ciutat governada pel valí Ismaïl ibn Mussa, de la família dels Banu Qasi. El Setge de Larida (884) però no va sortir bé. L'historiador Ibn al Athir diu que els àrabs van fer gran mortaldat entre els atacants. El valí Ismaïl ibn Mussa fou succeït per Lubb ibn Muhammad ibn Lubb ibn Mūsà al-Qasawī; aquest llançà la ràtzia islàmica del 897 contra els territoris de la Gòtia, i el comte Guifré morí en la lluita l'11 d'agost de 897, segurament a la batalla de Valldora (Solsonès).

## Trencament amb la monarquia franca: De Guifré el Pilós a Ramon Borrell II
Els reis francs havien perdut la facultat, que havien tingut al segle ix, de nomenar i destituir el comtes, els quals, per això, deixaren de ser uns delegats del monarca per esdevenir petits sobirans als seus dominis. La transmissió hereditària dels comtats era una pràctica que, a més de negligir l'autoritat del rei franc, convertia un càrrec públic en patrimoni familiar. Aquesta pràctica va ser iniciada el 895 a la mort de Miró el Vell. El seu comtat de Rosselló passà, sense cap mena d'intervenció del rei franc Odó, a Sunyer II d'Empúries, i el de Conflent fou per a Guifré el Pilós.
|                       |                       |                       |                       | Ramon II de Ribagorça i Pallars | Ramon II de Ribagorça i Pallars | Ramon II de Ribagorça i Pallars | Ramon II de Ribagorça i Pallars | Ramon II de Ribagorça i Pallars | Ramon II de Ribagorça i Pallars |                   |                   |                   |                   |  |  |  |  |                   |                   |                   |                   |                     |                     |                     |                     |                     |                     |                 |                 |                 |                 |  |  | Guifré el Pilós        | Guifré el Pilós        | Guifré el Pilós        | Guifré el Pilós        | Guifré el Pilós        | Guifré el Pilós        |  |  |                      |                      |                      |                      |                      |                      |  |  |                   |                   |                   |                   | Sunyer I d'Empúries i Rosselló | Sunyer I d'Empúries i Rosselló | Sunyer I d'Empúries i Rosselló | Sunyer I d'Empúries i Rosselló | Sunyer I d'Empúries i Rosselló | Sunyer I d'Empúries i Rosselló |                  |                  |                  |                  |  |  |  |  |  |  |  |  |  |  |  |  |  |  |  |  |  |  |  |  |  |  |  |  |  |  |  |  |  |  |  |  |  |  |
|                       |                       |                       |                       | Ramon II de Ribagorça i Pallars | Ramon II de Ribagorça i Pallars | Ramon II de Ribagorça i Pallars | Ramon II de Ribagorça i Pallars | Ramon II de Ribagorça i Pallars | Ramon II de Ribagorça i Pallars |                   |                   |                   |                   |  |  |  |  |                   |                   |                   |                   |                     |                     |                     |                     |                     |                     |                 |                 |                 |                 |  |  | Guifré el Pilós        | Guifré el Pilós        | Guifré el Pilós        | Guifré el Pilós        | Guifré el Pilós        | Guifré el Pilós        |  |  |                      |                      |                      |                      |                      |                      |  |  |                   |                   |                   |                   | Sunyer I d'Empúries i Rosselló | Sunyer I d'Empúries i Rosselló | Sunyer I d'Empúries i Rosselló | Sunyer I d'Empúries i Rosselló | Sunyer I d'Empúries i Rosselló | Sunyer I d'Empúries i Rosselló |                  |                  |                  |                  |  |  |  |  |  |  |  |  |  |  |  |  |  |  |  |  |  |  |  |  |  |  |  |  |  |  |  |  |  |  |  |  |  |  |
|                       |                       |                       |                       |                                 |                                 |                                 |                                 |                                 |                                 |                   |                   |                   |                   |  |  |  |  |                   |                   |                   |                   |                     |                     |                     |                     |                     |                     |                 |                 |                 |                 |  |  |                        |                        |                        |                        |                        |                        |  |  |                      |                      |                      |                      |                      |                      |  |  |                   |                   |                   |                   |                                |                                |                                |                                |                                |                                |                  |                  |                  |                  |  |  |  |  |  |  |  |  |  |  |  |  |  |  |  |  |  |  |  |  |  |  |  |  |  |  |  |  |  |  |  |  |  |  |
| Bernat I de Ribagorça | Bernat I de Ribagorça | Bernat I de Ribagorça | Bernat I de Ribagorça | Bernat I de Ribagorça           | Bernat I de Ribagorça           |                                 |                                 | Llop I de Pallars               | Llop I de Pallars               | Llop I de Pallars | Llop I de Pallars | Llop I de Pallars | Llop I de Pallars |  |  |  |  |                   |                   |                   |                   | Miró II de Cerdanya | Miró II de Cerdanya | Miró II de Cerdanya | Miró II de Cerdanya | Miró II de Cerdanya | Miró II de Cerdanya |                 |                 |                 |                 |  |  | Guifré II de Barcelona | Guifré II de Barcelona | Guifré II de Barcelona | Guifré II de Barcelona | Guifré II de Barcelona | Guifré II de Barcelona |  |  | Sunifred II d'Urgell | Sunifred II d'Urgell | Sunifred II d'Urgell | Sunifred II d'Urgell | Sunifred II d'Urgell | Sunifred II d'Urgell |  |  |                   |                   |                   |                   |                                |                                |                                |                                |                                |                                |                  |                  |                  |                  |  |  |  |  |  |  |  |  |  |  |  |  |  |  |  |  |  |  |  |  |  |  |  |  |  |  |  |  |  |  |  |  |  |  |
| Bernat I de Ribagorça | Bernat I de Ribagorça | Bernat I de Ribagorça | Bernat I de Ribagorça | Bernat I de Ribagorça           | Bernat I de Ribagorça           |                                 |                                 | Llop I de Pallars               | Llop I de Pallars               | Llop I de Pallars | Llop I de Pallars | Llop I de Pallars | Llop I de Pallars |  |  |  |  |                   |                   |                   |                   | Miró II de Cerdanya | Miró II de Cerdanya | Miró II de Cerdanya | Miró II de Cerdanya | Miró II de Cerdanya | Miró II de Cerdanya |                 |                 |                 |                 |  |  | Guifré II de Barcelona | Guifré II de Barcelona | Guifré II de Barcelona | Guifré II de Barcelona | Guifré II de Barcelona | Guifré II de Barcelona |  |  | Sunifred II d'Urgell | Sunifred II d'Urgell | Sunifred II d'Urgell | Sunifred II d'Urgell | Sunifred II d'Urgell | Sunifred II d'Urgell |  |  |                   |                   |                   |                   |                                |                                |                                |                                |                                |                                |                  |                  |                  |                  |  |  |  |  |  |  |  |  |  |  |  |  |  |  |  |  |  |  |  |  |  |  |  |  |  |  |  |  |  |  |  |  |  |  |
|                       |                       |                       |                       |                                 |                                 |                                 |                                 |                                 |                                 |                   |                   |                   |                   |  |  |  |  |                   |                   |                   |                   |                     |                     |                     |                     |                     |                     |                 |                 |                 |                 |  |  |                        |                        |                        |                        |                        |                        |  |  |                      |                      |                      |                      |                      |                      |  |  |                   |                   |                   |                   |                                |                                |                                |                                |                                |                                |                  |                  |                  |                  |  |  |  |  |  |  |  |  |  |  |  |  |  |  |  |  |  |  |  |  |  |  |  |  |  |  |  |  |  |  |  |  |  |  |
| Casal de Ribagorça    | Casal de Ribagorça    | Casal de Ribagorça    | Casal de Ribagorça    | Casal de Ribagorça              | Casal de Ribagorça              |                                 |                                 | Casal de Pallars                | Casal de Pallars                | Casal de Pallars  | Casal de Pallars  | Casal de Pallars  | Casal de Pallars  |  |  |  |  | Casal de Cerdanya | Casal de Cerdanya | Casal de Cerdanya | Casal de Cerdanya | Casal de Cerdanya   | Casal de Cerdanya   |                     |                     | Casal de Besalú     | Casal de Besalú     | Casal de Besalú | Casal de Besalú | Casal de Besalú | Casal de Besalú |  |  | Casal de Barcelona     | Casal de Barcelona     | Casal de Barcelona     | Casal de Barcelona     | Casal de Barcelona     | Casal de Barcelona     |  |  | Casal d'Urgell       | Casal d'Urgell       | Casal d'Urgell       | Casal d'Urgell       | Casal d'Urgell       | Casal d'Urgell       |  |  | Casal de Rosselló | Casal de Rosselló | Casal de Rosselló | Casal de Rosselló | Casal de Rosselló              | Casal de Rosselló              |                                |                                | Casal d'Empúries               | Casal d'Empúries               | Casal d'Empúries | Casal d'Empúries | Casal d'Empúries | Casal d'Empúries |  |  |  |  |  |  |  |  |  |  |  |  |  |  |  |  |  |  |  |  |  |  |  |  |  |  |  |  |  |  |  |  |  |  |

A la mort de Guifré, en un primer moment, els seus fills -Guifré Borrell, Miró, Sunifred i Sunyer- van optar per governar conjuntament tots els dominis del seu pare i administrar-los sota presidència del primogènit, Guifré Borrell. Aviat, però, quan cadascun dels comtes cogovernants tingué descendència, calgué abandonar la idea d'herència conjunta i, llavors, cada fill transmeté individualment als seus hereus la part del conjunt comtal que regia: 
- Guifré II Borrell, juntament amb Sunyer: Barcelona, Girona i Comtat d'Osona-Manresa
- Sunifred: Urgell
- Miró: Cerdanya-Berga, i Conflent

Durant el segle x els descendents d'aquests comtes van retenir la dignitat comtal, transformada en hereditària i patrimonial, i això representava per als llinatges meridionals autòctons el triomf final sobre l'aristocràcia franca del nord. Així les famílies comtals, en transmetre's hereditàriament el poder, se'l van repartir com feien amb els béns privats. Alhora, les cases comtals de la Gòtia van procurar substituir els carolingis en la direcció civil de l'Església, per a la qual cosa van dotar les institucions monacals i catedralícies dels seus comtats amb béns i drets, com abans feien els carolingis, i van procurar col·locar familiars i fidels en càrrecs eclesiàstics. Per tant, es comprèn la divisió del territori en vuit nuclis comtals a la fi del segle x: els comtats i les cases comtals de Pallars, Ribagorça, Urgell, Barcelona-Girona-Osona, Cerdanya, Besalú, Empúries i Rosselló. Mentre al si de la dinastia carolíngia es reproduïen les revoltes de la noblesa, les usurpacions (regnats d'Odó I de França, 888-898, i Raül I de França, 923-936) i els restabliments de la legitimitat dinàstica (Carles el Simple, 898-923, i Lluís d'Ultramar, 936-954), els comtes de la Gòtia deixaven de visitar la cort reial (el darrer viatge es va produir el 952), i des dels volts del 950 establien contactes amb la cort del Sant Pare, a Roma, i amb la califal, a Còrdova. De Roma esperaven obtenir un reforçament de les relacions amb l'Església, però el contacte va derivar cap a plantejaments emancipadors quan el comte Borrell II de Barcelona es va proposar la creació d'un arquebisbat català, amb el consegüent trencament de l'obediència eclesiàstica a l'arquebisbe de Narbona. Encara que aquesta temptativa d'independència eclesiàstica (970) va topar amb resistències i va fracassar (971), indica que als comtats ja hi ha llavors, en ple segle x, una voluntat d'afirmació política.
El mateix comte Borrell, que devia témer la fortalesa dels musulmans, va enviar ambaixades al califat de Còrdova (els anys 950, 966, 971 i 974) on, al preu d'un cert vassallatge, incompatible, d'altra banda, amb l'obediència als carolingis, devia esperar obtenir la pau i la seguretat de les fronteres. El resultat fou ben diferent perquè el califat, amenaçat de crisis interiors, va llançar una sèrie de ràtzies contra els nuclis cristians del nord, entre els quals el comtat de Barcelona. La més important de les expedicions musulmanes per territori català va ser l'assalt d'Almansor a Barcelona, el juliol del 985. Barcelona fou saquejada i molts dels seus habitants i defensors fets presoners i portats captius a Còrdova. L'assalt de Barcelona va tenir conseqüències importants. Va obligar Borrell II a replantejar-se les aliances i a pensar en un retorn a la cort carolíngia, a la qual va trametre una demanda d'ajut que la monarquia, atesa l'extrema feblesa dels darrers carolingis (Lotari I de França, 954-986, i Lluís V de França, 986-987), no va atendre. Poc després, amb la mort del darrer carolingi i l'entronització del noble Hug Capet (987) es trencava definitivament la legitimitat dinàstica, i consegüentment els darrers vincles jurídics i morals que unien els comtes de la Gòtia amb la monarquia franca.
- El comtat de Barcelona
- El comtat de Berga
- El comtat de Besalú
- El comtat de Cerdanya
- El comtat de Conflent
- El comtat d'Empúries
- El comtat de Girona
- El comtat de Manresa
- El comtat d'Osona
- El comtat de Pallars
- El comtat de Ribagorça
- El comtat de Rosselló
- El comtat d'Urgell

## La denominació Marca Hispànica
Donat el terme «marca», Josep Calmette (1873-1952) va creure trobar la prova que als territoris conquerits a Hispània els carolingis hi havien instituït, com en altres regions frontereres –cas de la Bretanya, Saxònia, Pannònia o el Friül–, un districte de caràcter militar i administratiu governat per un marquès, amb jurisdicció sobre els comtes. Tanmateix, segons observà Ramon d'Abadal, al regne franc no hi existí mai el càrrec de marquès d'Hispània però sí, en canvi, els de Duc de Tolosa, Duc de Septimània i el de Duc o Marquès de Gòtia. A més, seguint Abadal, en documents oficials expedits per la cancelleria no s'hi emprà en cap cas l'expressió Marca Hispànica, terme caigut en desús vers 850, i no recuperat pels historiadors fins al segle xviii, per via erudita. Per tot això Abadal conclogué que, en contra de la tesi de Josep Calmette, la locució Marca Hispànica fou una mera designació geogràfica sense cap mena de valor jurídic creada per alguns escriptors i cronistes de l'època carolíngia –però no pas pels escrivans de la cort, els redactors dels documents oficials– amb el propòsit de satisfer la necessitat de disposar d'un terme apte per referir-se a un territori geogràfic part d'Hispània però inclòs dins del regne franc per causa de la conquesta. I així, per analogia amb altres àrees fronteres, usaren el terme marca tot i no respondre en realitat a l'organització administrativa d'aquesta àrea.
A finals del segle x el nom es restringí posteriorment per a designar l'antiga província visigòtica de la Gàl·lia Narbonesa, també anomenada Gòtica i Septimània. Al segle xv els humanistes catalans, en un intent de superar les teories que feien derivar l'etimologia de Catalunya de l'imaginari cavaller Otger Cataló, introduïren la teoria que derivava l'etimologia de Catalunya del llatí Gothia i Alania (gots i alans). Posteriorment aquesta teoria tingué una variant que la derivava de Gothia Launia (terra de gots).

## Polítiques matrimonials

### Guifré I Barcelona
| Guifré el Pilós | Guifré el Pilós | Guifré el Pilós | Guifré el Pilós | Guifré el Pilós | Guifré el Pilós |  |  | Guinidilda d'Empúries  | Guinidilda d'Empúries  | Guinidilda d'Empúries  | Guinidilda d'Empúries  | Guinidilda d'Empúries  | Guinidilda d'Empúries  |  |  |                                |                       |                       |                       |                       |                       |  |  |                     |                     |                     |                     |                     |                     |  |  |                      |                      |                      |                      |                      |                      |  |  |                 |                 |                 |                 |                 |                 |  |  |            |            |            |            |            |            |  |  |        |        |        |        |        |        |  |  |          |          |          |          |          |          |  |  |  |  |  |  |  |  |  |  |  |  |  |  |  |  |  |  |  |  |  |  |  |  |  |  |  |  |  |  |  |  |  |  |  |  |  |  |  |  |  |  |  |  |  |  |  |  |
| Guifré el Pilós | Guifré el Pilós | Guifré el Pilós | Guifré el Pilós | Guifré el Pilós | Guifré el Pilós |  |  | Guinidilda d'Empúries  | Guinidilda d'Empúries  | Guinidilda d'Empúries  | Guinidilda d'Empúries  | Guinidilda d'Empúries  | Guinidilda d'Empúries  |  |  |                                |                       |                       |                       |                       |                       |  |  |                     |                     |                     |                     |                     |                     |  |  |                      |                      |                      |                      |                      |                      |  |  |                 |                 |                 |                 |                 |                 |  |  |            |            |            |            |            |            |  |  |        |        |        |        |        |        |  |  |          |          |          |          |          |          |  |  |  |  |  |  |  |  |  |  |  |  |  |  |  |  |  |  |  |  |  |  |  |  |  |  |  |  |  |  |  |  |  |  |  |  |  |  |  |  |  |  |  |  |  |  |  |  |
|                 |                 |                 |                 |                 |                 |  |  |                        |                        |                        |                        |                        |                        |  |  |                                |                       |                       |                       |                       |                       |  |  |                     |                     |                     |                     |                     |                     |  |  |                      |                      |                      |                      |                      |                      |  |  |                 |                 |                 |                 |                 |                 |  |  |            |            |            |            |            |            |  |  |        |        |        |        |        |        |  |  |          |          |          |          |          |          |  |  |  |  |  |  |  |  |  |  |  |  |  |  |  |  |  |  |  |  |  |  |  |  |  |  |  |  |  |  |  |  |  |  |  |  |  |  |  |  |  |  |  |  |  |  |  |  |
|                 |                 |                 |                 |                 |                 |  |  |                        |                        |                        |                        |                        |                        |  |  |                                |                       |                       |                       |                       |                       |  |  |                     |                     |                     |                     |                     |                     |  |  |                      |                      |                      |                      |                      |                      |  |  |                 |                 |                 |                 |                 |                 |  |  |            |            |            |            |            |            |  |  |        |        |        |        |        |        |  |  |          |          |          |          |          |          |  |  |  |  |  |  |  |  |  |  |  |  |  |  |  |  |  |  |  |  |  |  |  |  |  |  |  |  |  |  |  |  |  |  |  |  |  |  |  |  |  |  |  |  |  |  |  |  |
| Radulf (bisbe)  | Radulf (bisbe)  | Radulf (bisbe)  | Radulf (bisbe)  | Radulf (bisbe)  | Radulf (bisbe)  |  |  | Guifré II de Barcelona | Guifré II de Barcelona | Guifré II de Barcelona | Guifré II de Barcelona | Guifré II de Barcelona | Guifré II de Barcelona |  |  | Sunyer I de Barcelona          | Sunyer I de Barcelona | Sunyer I de Barcelona | Sunyer I de Barcelona | Sunyer I de Barcelona | Sunyer I de Barcelona |  |  | Miró II de Cerdanya | Miró II de Cerdanya | Miró II de Cerdanya | Miró II de Cerdanya | Miró II de Cerdanya | Miró II de Cerdanya |  |  | Sunifred II d'Urgell | Sunifred II d'Urgell | Sunifred II d'Urgell | Sunifred II d'Urgell | Sunifred II d'Urgell | Sunifred II d'Urgell |  |  | Emma (abadessa) | Emma (abadessa) | Emma (abadessa) | Emma (abadessa) | Emma (abadessa) | Emma (abadessa) |  |  | Ermessenda | Ermessenda | Ermessenda | Ermessenda | Ermessenda | Ermessenda |  |  | Quíxol | Quíxol | Quíxol | Quíxol | Quíxol | Quíxol |  |  | Riquilda | Riquilda | Riquilda | Riquilda | Riquilda | Riquilda |  |  |  |  |  |  |  |  |  |  |  |  |  |  |  |  |  |  |  |  |  |  |  |  |  |  |  |  |  |  |  |  |  |  |  |  |  |  |  |  |  |  |  |  |  |  |  |  |
| Radulf (bisbe)  | Radulf (bisbe)  | Radulf (bisbe)  | Radulf (bisbe)  | Radulf (bisbe)  | Radulf (bisbe)  |  |  | Guifré II de Barcelona | Guifré II de Barcelona | Guifré II de Barcelona | Guifré II de Barcelona | Guifré II de Barcelona | Guifré II de Barcelona |  |  | Sunyer I de Barcelona          | Sunyer I de Barcelona | Sunyer I de Barcelona | Sunyer I de Barcelona | Sunyer I de Barcelona | Sunyer I de Barcelona |  |  | Miró II de Cerdanya | Miró II de Cerdanya | Miró II de Cerdanya | Miró II de Cerdanya | Miró II de Cerdanya | Miró II de Cerdanya |  |  | Sunifred II d'Urgell | Sunifred II d'Urgell | Sunifred II d'Urgell | Sunifred II d'Urgell | Sunifred II d'Urgell | Sunifred II d'Urgell |  |  | Emma (abadessa) | Emma (abadessa) | Emma (abadessa) | Emma (abadessa) | Emma (abadessa) | Emma (abadessa) |  |  | Ermessenda | Ermessenda | Ermessenda | Ermessenda | Ermessenda | Ermessenda |  |  | Quíxol | Quíxol | Quíxol | Quíxol | Quíxol | Quíxol |  |  | Riquilda | Riquilda | Riquilda | Riquilda | Riquilda | Riquilda |  |  |  |  |  |  |  |  |  |  |  |  |  |  |  |  |  |  |  |  |  |  |  |  |  |  |  |  |  |  |  |  |  |  |  |  |  |  |  |  |  |  |  |  |  |  |  |  |
|                 |                 |                 |                 |                 |                 |  |  | Gersenda de Tolosa     | Gersenda de Tolosa     | Gersenda de Tolosa     | Gersenda de Tolosa     | Gersenda de Tolosa     | Gersenda de Tolosa     |  |  | Aimilda                        | Aimilda               | Aimilda               | Aimilda               | Aimilda               | Aimilda               |  |  | Ava                 | Ava                 | Ava                 | Ava                 | Ava                 | Ava                 |  |  | Adelaida (neboda)    | Adelaida (neboda)    | Adelaida (neboda)    | Adelaida (neboda)    | Adelaida (neboda)    | Adelaida (neboda)    |  |  |                 |                 |                 |                 |                 |                 |  |  |            |            |            |            |            |            |  |  |        |        |        |        |        |        |  |  |          |          |          |          |          |          |  |  |  |  |  |  |  |  |  |  |  |  |  |  |  |  |  |  |  |  |  |  |  |  |  |  |  |  |  |  |  |  |  |  |  |  |  |  |  |  |  |  |  |  |  |  |  |  |
|                 |                 |                 |                 |                 |                 |  |  | Gersenda de Tolosa     | Gersenda de Tolosa     | Gersenda de Tolosa     | Gersenda de Tolosa     | Gersenda de Tolosa     | Gersenda de Tolosa     |  |  | Aimilda                        | Aimilda               | Aimilda               | Aimilda               | Aimilda               | Aimilda               |  |  | Ava                 | Ava                 | Ava                 | Ava                 | Ava                 | Ava                 |  |  | Adelaida (neboda)    | Adelaida (neboda)    | Adelaida (neboda)    | Adelaida (neboda)    | Adelaida (neboda)    | Adelaida (neboda)    |  |  |                 |                 |                 |                 |                 |                 |  |  |            |            |            |            |            |            |  |  |        |        |        |        |        |        |  |  |          |          |          |          |          |          |  |  |  |  |  |  |  |  |  |  |  |  |  |  |  |  |  |  |  |  |  |  |  |  |  |  |  |  |  |  |  |  |  |  |  |  |  |  |  |  |  |  |  |  |  |  |  |  |
|                 |                 |                 |                 |                 |                 |  |  |                        |                        |                        |                        |                        |                        |  |  | Riquilda de Tolosa (2ª muller) |                       |                       |                       |                       |                       |  |  |                     |                     |                     |                     |                     |                     |  |  |                      |                      |                      |                      |                      |                      |  |  |                 |                 |                 |                 |                 |                 |  |  |            |            |            |            |            |            |  |  |        |        |        |        |        |        |  |  |          |          |          |          |          |          |  |  |  |  |  |  |  |  |  |  |  |  |  |  |  |  |  |  |  |  |  |  |  |  |  |  |  |  |  |  |  |  |  |  |  |  |  |  |  |  |  |  |  |  |  |  |  |  |

### Sunyer I Barcelona
| Sunyer I                                     | Sunyer I                                     | Sunyer I                                     | Sunyer I                                     | Sunyer I                                     | Sunyer I                                     |  |  | Aimilda            | Aimilda            | Aimilda            | Aimilda            | Aimilda            | Aimilda            |  |  | Riquilda de Tolosa (2ª muller) | Riquilda de Tolosa (2ª muller) | Riquilda de Tolosa (2ª muller) | Riquilda de Tolosa (2ª muller) | Riquilda de Tolosa (2ª muller) | Riquilda de Tolosa (2ª muller) |  |  |                                 |                         |                         |                         |                         |                         |  |  |                              |                              |                              |                              |                              |                              |  |  |         |         |         |         |         |         |  |  |  |  |  |  |  |  |  |  |  |  |  |  |  |  |  |  |  |  |  |  |  |  |  |  |  |  |  |  |  |  |  |  |  |  |  |  |  |  |  |  |  |  |  |  |  |  |  |  |  |  |
| Sunyer I                                     | Sunyer I                                     | Sunyer I                                     | Sunyer I                                     | Sunyer I                                     | Sunyer I                                     |  |  | Aimilda            | Aimilda            | Aimilda            | Aimilda            | Aimilda            | Aimilda            |  |  | Riquilda de Tolosa (2ª muller) | Riquilda de Tolosa (2ª muller) | Riquilda de Tolosa (2ª muller) | Riquilda de Tolosa (2ª muller) | Riquilda de Tolosa (2ª muller) | Riquilda de Tolosa (2ª muller) |  |  |                                 |                         |                         |                         |                         |                         |  |  |                              |                              |                              |                              |                              |                              |  |  |         |         |         |         |         |         |  |  |  |  |  |  |  |  |  |  |  |  |  |  |  |  |  |  |  |  |  |  |  |  |  |  |  |  |  |  |  |  |  |  |  |  |  |  |  |  |  |  |  |  |  |  |  |  |  |  |  |  |
|                                              |                                              |                                              |                                              |                                              |                                              |  |  |                    |                    |                    |                    |                    |                    |  |  |                                |                                |                                |                                |                                |                                |  |  |                                 |                         |                         |                         |                         |                         |  |  |                              |                              |                              |                              |                              |                              |  |  |         |         |         |         |         |         |  |  |  |  |  |  |  |  |  |  |  |  |  |  |  |  |  |  |  |  |  |  |  |  |  |  |  |  |  |  |  |  |  |  |  |  |  |  |  |  |  |  |  |  |  |  |  |  |  |  |  |  |
|                                              |                                              |                                              |                                              |                                              |                                              |  |  |                    |                    |                    |                    |                    |                    |  |  |                                |                                |                                |                                |                                |                                |  |  |                                 |                         |                         |                         |                         |                         |  |  |                              |                              |                              |                              |                              |                              |  |  |         |         |         |         |         |         |  |  |  |  |  |  |  |  |  |  |  |  |  |  |  |  |  |  |  |  |  |  |  |  |  |  |  |  |  |  |  |  |  |  |  |  |  |  |  |  |  |  |  |  |  |  |  |  |  |  |  |  |
| Gudinilda                                    | Gudinilda                                    | Gudinilda                                    | Gudinilda                                    | Gudinilda                                    | Gudinilda                                    |  |  | Ermengol I d'Osona | Ermengol I d'Osona | Ermengol I d'Osona | Ermengol I d'Osona | Ermengol I d'Osona | Ermengol I d'Osona |  |  | Miró I de Barcelona            | Miró I de Barcelona            | Miró I de Barcelona            | Miró I de Barcelona            | Miró I de Barcelona            | Miró I de Barcelona            |  |  | Borrell II de Barcelona         | Borrell II de Barcelona | Borrell II de Barcelona | Borrell II de Barcelona | Borrell II de Barcelona | Borrell II de Barcelona |  |  | Adelaida                     | Adelaida                     | Adelaida                     | Adelaida                     | Adelaida                     | Adelaida                     |  |  | Guillem | Guillem | Guillem | Guillem | Guillem | Guillem |  |  |  |  |  |  |  |  |  |  |  |  |  |  |  |  |  |  |  |  |  |  |  |  |  |  |  |  |  |  |  |  |  |  |  |  |  |  |  |  |  |  |  |  |  |  |  |  |  |  |  |  |
| Gudinilda                                    | Gudinilda                                    | Gudinilda                                    | Gudinilda                                    | Gudinilda                                    | Gudinilda                                    |  |  | Ermengol I d'Osona | Ermengol I d'Osona | Ermengol I d'Osona | Ermengol I d'Osona | Ermengol I d'Osona | Ermengol I d'Osona |  |  | Miró I de Barcelona            | Miró I de Barcelona            | Miró I de Barcelona            | Miró I de Barcelona            | Miró I de Barcelona            | Miró I de Barcelona            |  |  | Borrell II de Barcelona         | Borrell II de Barcelona | Borrell II de Barcelona | Borrell II de Barcelona | Borrell II de Barcelona | Borrell II de Barcelona |  |  | Adelaida                     | Adelaida                     | Adelaida                     | Adelaida                     | Adelaida                     | Adelaida                     |  |  | Guillem | Guillem | Guillem | Guillem | Guillem | Guillem |  |  |  |  |  |  |  |  |  |  |  |  |  |  |  |  |  |  |  |  |  |  |  |  |  |  |  |  |  |  |  |  |  |  |  |  |  |  |  |  |  |  |  |  |  |  |  |  |  |  |  |  |
| Hug I de Carcí (germà de Riquilda de Tolosa) | Hug I de Carcí (germà de Riquilda de Tolosa) | Hug I de Carcí (germà de Riquilda de Tolosa) | Hug I de Carcí (germà de Riquilda de Tolosa) | Hug I de Carcí (germà de Riquilda de Tolosa) | Hug I de Carcí (germà de Riquilda de Tolosa) |  |  |                    |                    |                    |                    |                    |                    |  |  |                                |                                |                                |                                |                                |                                |  |  | Letgarda de Tolosa              | Letgarda de Tolosa      | Letgarda de Tolosa      | Letgarda de Tolosa      | Letgarda de Tolosa      | Letgarda de Tolosa      |  |  | Sunifred II d'Urgell (oncle) | Sunifred II d'Urgell (oncle) | Sunifred II d'Urgell (oncle) | Sunifred II d'Urgell (oncle) | Sunifred II d'Urgell (oncle) | Sunifred II d'Urgell (oncle) |  |  |         |         |         |         |         |         |  |  |  |  |  |  |  |  |  |  |  |  |  |  |  |  |  |  |  |  |  |  |  |  |  |  |  |  |  |  |  |  |  |  |  |  |  |  |  |  |  |  |  |  |  |  |  |  |  |  |  |  |
| Hug I de Carcí (germà de Riquilda de Tolosa) | Hug I de Carcí (germà de Riquilda de Tolosa) | Hug I de Carcí (germà de Riquilda de Tolosa) | Hug I de Carcí (germà de Riquilda de Tolosa) | Hug I de Carcí (germà de Riquilda de Tolosa) | Hug I de Carcí (germà de Riquilda de Tolosa) |  |  |                    |                    |                    |                    |                    |                    |  |  |                                |                                |                                |                                |                                |                                |  |  | Letgarda de Tolosa              | Letgarda de Tolosa      | Letgarda de Tolosa      | Letgarda de Tolosa      | Letgarda de Tolosa      | Letgarda de Tolosa      |  |  | Sunifred II d'Urgell (oncle) | Sunifred II d'Urgell (oncle) | Sunifred II d'Urgell (oncle) | Sunifred II d'Urgell (oncle) | Sunifred II d'Urgell (oncle) | Sunifred II d'Urgell (oncle) |  |  |         |         |         |         |         |         |  |  |  |  |  |  |  |  |  |  |  |  |  |  |  |  |  |  |  |  |  |  |  |  |  |  |  |  |  |  |  |  |  |  |  |  |  |  |  |  |  |  |  |  |  |  |  |  |  |  |  |  |
|                                              |                                              |                                              |                                              |                                              |                                              |  |  |                    |                    |                    |                    |                    |                    |  |  |                                |                                |                                |                                |                                |                                |  |  | Eimeruda d'Alvèrnia (2ª muller) |                         |                         |                         |                         |                         |  |  |                              |                              |                              |                              |                              |                              |  |  |         |         |         |         |         |         |  |  |  |  |  |  |  |  |  |  |  |  |  |  |  |  |  |  |  |  |  |  |  |  |  |  |  |  |  |  |  |  |  |  |  |  |  |  |  |  |  |  |  |  |  |  |  |  |  |  |  |  |

### Borrell II de Barcelona
| Borrell II                 | Borrell II                 | Borrell II                 | Borrell II                 | Borrell II                 | Borrell II                 |  |  | Letgarda de Tolosa   | Letgarda de Tolosa   | Letgarda de Tolosa   | Letgarda de Tolosa   | Letgarda de Tolosa   | Letgarda de Tolosa   |  |  | Eimeruda d'Alvèrnia (2ª muller)      | Eimeruda d'Alvèrnia (2ª muller)      | Eimeruda d'Alvèrnia (2ª muller)      | Eimeruda d'Alvèrnia (2ª muller)      | Eimeruda d'Alvèrnia (2ª muller)      | Eimeruda d'Alvèrnia (2ª muller)      |  |  |                                       |                                       |                                       |                                       |                                       |                                       |  |  |  |  |  |  |  |  |  |  |  |  |  |  |  |  |  |  |  |  |  |  |  |  |  |  |  |  |  |  |  |  |  |  |  |  |  |  |  |  |  |  |  |  |  |  |  |  |  |  |  |  |  |  |  |  |  |  |
| Borrell II                 | Borrell II                 | Borrell II                 | Borrell II                 | Borrell II                 | Borrell II                 |  |  | Letgarda de Tolosa   | Letgarda de Tolosa   | Letgarda de Tolosa   | Letgarda de Tolosa   | Letgarda de Tolosa   | Letgarda de Tolosa   |  |  | Eimeruda d'Alvèrnia (2ª muller)      | Eimeruda d'Alvèrnia (2ª muller)      | Eimeruda d'Alvèrnia (2ª muller)      | Eimeruda d'Alvèrnia (2ª muller)      | Eimeruda d'Alvèrnia (2ª muller)      | Eimeruda d'Alvèrnia (2ª muller)      |  |  |                                       |                                       |                                       |                                       |                                       |                                       |  |  |  |  |  |  |  |  |  |  |  |  |  |  |  |  |  |  |  |  |  |  |  |  |  |  |  |  |  |  |  |  |  |  |  |  |  |  |  |  |  |  |  |  |  |  |  |  |  |  |  |  |  |  |  |  |  |  |
|                            |                            |                            |                            |                            |                            |  |  |                      |                      |                      |                      |                      |                      |  |  |                                      |                                      |                                      |                                      |                                      |                                      |  |  |                                       |                                       |                                       |                                       |                                       |                                       |  |  |  |  |  |  |  |  |  |  |  |  |  |  |  |  |  |  |  |  |  |  |  |  |  |  |  |  |  |  |  |  |  |  |  |  |  |  |  |  |  |  |  |  |  |  |  |  |  |  |  |  |  |  |  |  |  |  |
|                            |                            |                            |                            |                            |                            |  |  |                      |                      |                      |                      |                      |                      |  |  |                                      |                                      |                                      |                                      |                                      |                                      |  |  |                                       |                                       |                                       |                                       |                                       |                                       |  |  |  |  |  |  |  |  |  |  |  |  |  |  |  |  |  |  |  |  |  |  |  |  |  |  |  |  |  |  |  |  |  |  |  |  |  |  |  |  |  |  |  |  |  |  |  |  |  |  |  |  |  |  |  |  |  |  |
| Ramon Borrell de Barcelona | Ramon Borrell de Barcelona | Ramon Borrell de Barcelona | Ramon Borrell de Barcelona | Ramon Borrell de Barcelona | Ramon Borrell de Barcelona |  |  | Ermengol I d'Urgell  | Ermengol I d'Urgell  | Ermengol I d'Urgell  | Ermengol I d'Urgell  | Ermengol I d'Urgell  | Ermengol I d'Urgell  |  |  | Ermengarda de Barcelona              | Ermengarda de Barcelona              | Ermengarda de Barcelona              | Ermengarda de Barcelona              | Ermengarda de Barcelona              | Ermengarda de Barcelona              |  |  | Riquilda de Barcelona                 | Riquilda de Barcelona                 | Riquilda de Barcelona                 | Riquilda de Barcelona                 | Riquilda de Barcelona                 | Riquilda de Barcelona                 |  |  |  |  |  |  |  |  |  |  |  |  |  |  |  |  |  |  |  |  |  |  |  |  |  |  |  |  |  |  |  |  |  |  |  |  |  |  |  |  |  |  |  |  |  |  |  |  |  |  |  |  |  |  |  |  |  |  |
| Ramon Borrell de Barcelona | Ramon Borrell de Barcelona | Ramon Borrell de Barcelona | Ramon Borrell de Barcelona | Ramon Borrell de Barcelona | Ramon Borrell de Barcelona |  |  | Ermengol I d'Urgell  | Ermengol I d'Urgell  | Ermengol I d'Urgell  | Ermengol I d'Urgell  | Ermengol I d'Urgell  | Ermengol I d'Urgell  |  |  | Ermengarda de Barcelona              | Ermengarda de Barcelona              | Ermengarda de Barcelona              | Ermengarda de Barcelona              | Ermengarda de Barcelona              | Ermengarda de Barcelona              |  |  | Riquilda de Barcelona                 | Riquilda de Barcelona                 | Riquilda de Barcelona                 | Riquilda de Barcelona                 | Riquilda de Barcelona                 | Riquilda de Barcelona                 |  |  |  |  |  |  |  |  |  |  |  |  |  |  |  |  |  |  |  |  |  |  |  |  |  |  |  |  |  |  |  |  |  |  |  |  |  |  |  |  |  |  |  |  |  |  |  |  |  |  |  |  |  |  |  |  |  |  |
| Ermessenda de Carcassona   | Ermessenda de Carcassona   | Ermessenda de Carcassona   | Ermessenda de Carcassona   | Ermessenda de Carcassona   | Ermessenda de Carcassona   |  |  | Tetberga de Provença | Tetberga de Provença | Tetberga de Provença | Tetberga de Provença | Tetberga de Provença | Tetberga de Provença |  |  | Geribert, vescomte (germà d'Udalard) | Geribert, vescomte (germà d'Udalard) | Geribert, vescomte (germà d'Udalard) | Geribert, vescomte (germà d'Udalard) | Geribert, vescomte (germà d'Udalard) | Geribert, vescomte (germà d'Udalard) |  |  | Udalard, vescomte (germà de Geribert) | Udalard, vescomte (germà de Geribert) | Udalard, vescomte (germà de Geribert) | Udalard, vescomte (germà de Geribert) | Udalard, vescomte (germà de Geribert) | Udalard, vescomte (germà de Geribert) |  |  |  |  |  |  |  |  |  |  |  |  |  |  |  |  |  |  |  |  |  |  |  |  |  |  |  |  |  |  |  |  |  |  |  |  |  |  |  |  |  |  |  |  |  |  |  |  |  |  |  |  |  |  |  |  |  |  |
| Ermessenda de Carcassona   | Ermessenda de Carcassona   | Ermessenda de Carcassona   | Ermessenda de Carcassona   | Ermessenda de Carcassona   | Ermessenda de Carcassona   |  |  | Tetberga de Provença | Tetberga de Provença | Tetberga de Provença | Tetberga de Provença | Tetberga de Provença | Tetberga de Provença |  |  | Geribert, vescomte (germà d'Udalard) | Geribert, vescomte (germà d'Udalard) | Geribert, vescomte (germà d'Udalard) | Geribert, vescomte (germà d'Udalard) | Geribert, vescomte (germà d'Udalard) | Geribert, vescomte (germà d'Udalard) |  |  | Udalard, vescomte (germà de Geribert) | Udalard, vescomte (germà de Geribert) | Udalard, vescomte (germà de Geribert) | Udalard, vescomte (germà de Geribert) | Udalard, vescomte (germà de Geribert) | Udalard, vescomte (germà de Geribert) |  |  |  |  |  |  |  |  |  |  |  |  |  |  |  |  |  |  |  |  |  |  |  |  |  |  |  |  |  |  |  |  |  |  |  |  |  |  |  |  |  |  |  |  |  |  |  |  |  |  |  |  |  |  |  |  |  |  |
|                            |                            |                            |                            |                            |                            |  |  |                      |                      |                      |                      |                      |                      |  |  |                                      |                                      |                                      |                                      |                                      |                                      |  |  |                                       |                                       |                                       |                                       |                                       |                                       |  |  |  |  |  |  |  |  |  |  |  |  |  |  |  |  |  |  |  |  |  |  |  |  |  |  |  |  |  |  |  |  |  |  |  |  |  |  |  |  |  |  |  |  |  |  |  |  |  |  |  |  |  |  |  |  |  |  |

### Ramon Borrell de Barcelona
| Ramon Borrell                | Ramon Borrell                | Ramon Borrell                | Ramon Borrell                | Ramon Borrell                | Ramon Borrell                |  |  | Ermessenda de Carcassona   | Ermessenda de Carcassona   | Ermessenda de Carcassona   | Ermessenda de Carcassona   | Ermessenda de Carcassona   | Ermessenda de Carcassona   |  |  |                                |                                |                                |                                |                                |                                |  |  |  |  |  |  |  |  |  |  |  |  |  |  |  |  |  |  |  |  |  |  |  |  |  |  |  |  |  |  |  |  |  |  |  |  |  |  |  |  |  |  |  |  |  |  |  |  |  |  |  |  |
| Ramon Borrell                | Ramon Borrell                | Ramon Borrell                | Ramon Borrell                | Ramon Borrell                | Ramon Borrell                |  |  | Ermessenda de Carcassona   | Ermessenda de Carcassona   | Ermessenda de Carcassona   | Ermessenda de Carcassona   | Ermessenda de Carcassona   | Ermessenda de Carcassona   |  |  |                                |                                |                                |                                |                                |                                |  |  |  |  |  |  |  |  |  |  |  |  |  |  |  |  |  |  |  |  |  |  |  |  |  |  |  |  |  |  |  |  |  |  |  |  |  |  |  |  |  |  |  |  |  |  |  |  |  |  |  |  |
|                              |                              |                              |                              |                              |                              |  |  |                            |                            |                            |                            |                            |                            |  |  |                                |                                |                                |                                |                                |                                |  |  |  |  |  |  |  |  |  |  |  |  |  |  |  |  |  |  |  |  |  |  |  |  |  |  |  |  |  |  |  |  |  |  |  |  |  |  |  |  |  |  |  |  |  |  |  |  |  |  |  |  |
|                              |                              |                              |                              |                              |                              |  |  |                            |                            |                            |                            |                            |                            |  |  |                                |                                |                                |                                |                                |                                |  |  |  |  |  |  |  |  |  |  |  |  |  |  |  |  |  |  |  |  |  |  |  |  |  |  |  |  |  |  |  |  |  |  |  |  |  |  |  |  |  |  |  |  |  |  |  |  |  |  |  |  |
| Estefania Ramon de Barcelona | Estefania Ramon de Barcelona | Estefania Ramon de Barcelona | Estefania Ramon de Barcelona | Estefania Ramon de Barcelona | Estefania Ramon de Barcelona |  |  | Borrell Ramon de Barcelona | Borrell Ramon de Barcelona | Borrell Ramon de Barcelona | Borrell Ramon de Barcelona | Borrell Ramon de Barcelona | Borrell Ramon de Barcelona |  |  | Berenguer Ramon I de Barcelona | Berenguer Ramon I de Barcelona | Berenguer Ramon I de Barcelona | Berenguer Ramon I de Barcelona | Berenguer Ramon I de Barcelona | Berenguer Ramon I de Barcelona |  |  |  |  |  |  |  |  |  |  |  |  |  |  |  |  |  |  |  |  |  |  |  |  |  |  |  |  |  |  |  |  |  |  |  |  |  |  |  |  |  |  |  |  |  |  |  |  |  |  |  |  |
| Estefania Ramon de Barcelona | Estefania Ramon de Barcelona | Estefania Ramon de Barcelona | Estefania Ramon de Barcelona | Estefania Ramon de Barcelona | Estefania Ramon de Barcelona |  |  | Borrell Ramon de Barcelona | Borrell Ramon de Barcelona | Borrell Ramon de Barcelona | Borrell Ramon de Barcelona | Borrell Ramon de Barcelona | Borrell Ramon de Barcelona |  |  | Berenguer Ramon I de Barcelona | Berenguer Ramon I de Barcelona | Berenguer Ramon I de Barcelona | Berenguer Ramon I de Barcelona | Berenguer Ramon I de Barcelona | Berenguer Ramon I de Barcelona |  |  |  |  |  |  |  |  |  |  |  |  |  |  |  |  |  |  |  |  |  |  |  |  |  |  |  |  |  |  |  |  |  |  |  |  |  |  |  |  |  |  |  |  |  |  |  |  |  |  |  |  |
| Roger de Tosny               | Roger de Tosny               | Roger de Tosny               | Roger de Tosny               | Roger de Tosny               | Roger de Tosny               |  |  |                            |                            |                            |                            |                            |                            |  |  | Sança de Castella              | Sança de Castella              | Sança de Castella              | Sança de Castella              | Sança de Castella              | Sança de Castella              |  |  |  |  |  |  |  |  |  |  |  |  |  |  |  |  |  |  |  |  |  |  |  |  |  |  |  |  |  |  |  |  |  |  |  |  |  |  |  |  |  |  |  |  |  |  |  |  |  |  |  |  |
| Roger de Tosny               | Roger de Tosny               | Roger de Tosny               | Roger de Tosny               | Roger de Tosny               | Roger de Tosny               |  |  |                            |                            |                            |                            |                            |                            |  |  | Sança de Castella              | Sança de Castella              | Sança de Castella              | Sança de Castella              | Sança de Castella              | Sança de Castella              |  |  |  |  |  |  |  |  |  |  |  |  |  |  |  |  |  |  |  |  |  |  |  |  |  |  |  |  |  |  |  |  |  |  |  |  |  |  |  |  |  |  |  |  |  |  |  |  |  |  |  |  |
|                              |                              |                              |                              |                              |                              |  |  |                            |                            |                            |                            |                            |                            |  |  | Guisla de Lluçà (2ª muller)    |                                |                                |                                |                                |                                |  |  |  |  |  |  |  |  |  |  |  |  |  |  |  |  |  |  |  |  |  |  |  |  |  |  |  |  |  |  |  |  |  |  |  |  |  |  |  |  |  |  |  |  |  |  |  |  |  |  |  |  |

### Berenguer Ramon I de Barcelona
| Berenguer Ramon I               | Berenguer Ramon I              | Berenguer Ramon I              | Berenguer Ramon I              | Berenguer Ramon I              | Berenguer Ramon I              |  |  | Sança de Castella | Sança de Castella | Sança de Castella | Sança de Castella | Sança de Castella | Sança de Castella |  |  | Guisla de Lluçà (2ª muller) | Guisla de Lluçà (2ª muller) | Guisla de Lluçà (2ª muller) | Guisla de Lluçà (2ª muller) | Guisla de Lluçà (2ª muller) | Guisla de Lluçà (2ª muller) |  |  |                  |                  |                  |                  |                  |                  |  |  |                       |                       |                       |                       |                       |                       |  |  |  |  |  |  |  |  |  |  |  |  |  |  |  |  |  |  |  |  |  |  |  |  |  |  |  |  |  |  |  |  |  |  |  |  |  |  |
| Berenguer Ramon I               | Berenguer Ramon I              | Berenguer Ramon I              | Berenguer Ramon I              | Berenguer Ramon I              | Berenguer Ramon I              |  |  | Sança de Castella | Sança de Castella | Sança de Castella | Sança de Castella | Sança de Castella | Sança de Castella |  |  | Guisla de Lluçà (2ª muller) | Guisla de Lluçà (2ª muller) | Guisla de Lluçà (2ª muller) | Guisla de Lluçà (2ª muller) | Guisla de Lluçà (2ª muller) | Guisla de Lluçà (2ª muller) |  |  |                  |                  |                  |                  |                  |                  |  |  |                       |                       |                       |                       |                       |                       |  |  |  |  |  |  |  |  |  |  |  |  |  |  |  |  |  |  |  |  |  |  |  |  |  |  |  |  |  |  |  |  |  |  |  |  |  |  |
|                                 |                                |                                |                                |                                |                                |  |  |                   |                   |                   |                   |                   |                   |  |  |                             |                             |                             |                             |                             |                             |  |  |                  |                  |                  |                  |                  |                  |  |  |                       |                       |                       |                       |                       |                       |  |  |  |  |  |  |  |  |  |  |  |  |  |  |  |  |  |  |  |  |  |  |  |  |  |  |  |  |  |  |  |  |  |  |  |  |  |  |
|                                 |                                |                                |                                |                                |                                |  |  |                   |                   |                   |                   |                   |                   |  |  |                             |                             |                             |                             |                             |                             |  |  |                  |                  |                  |                  |                  |                  |  |  |                       |                       |                       |                       |                       |                       |  |  |  |  |  |  |  |  |  |  |  |  |  |  |  |  |  |  |  |  |  |  |  |  |  |  |  |  |  |  |  |  |  |  |  |  |  |  |
| Ramon Berenguer I de Barcelona  | Ramon Berenguer I de Barcelona | Ramon Berenguer I de Barcelona | Ramon Berenguer I de Barcelona | Ramon Berenguer I de Barcelona | Ramon Berenguer I de Barcelona |  |  | Sanç d'Olèrdola   | Sanç d'Olèrdola   | Sanç d'Olèrdola   | Sanç d'Olèrdola   | Sanç d'Olèrdola   | Sanç d'Olèrdola   |  |  | Guillem I d'Osona           | Guillem I d'Osona           | Guillem I d'Osona           | Guillem I d'Osona           | Guillem I d'Osona           | Guillem I d'Osona           |  |  | Bernat Berenguer | Bernat Berenguer | Bernat Berenguer | Bernat Berenguer | Bernat Berenguer | Bernat Berenguer |  |  | Sibil·la de Barcelona | Sibil·la de Barcelona | Sibil·la de Barcelona | Sibil·la de Barcelona | Sibil·la de Barcelona | Sibil·la de Barcelona |  |  |  |  |  |  |  |  |  |  |  |  |  |  |  |  |  |  |  |  |  |  |  |  |  |  |  |  |  |  |  |  |  |  |  |  |  |  |
| Ramon Berenguer I de Barcelona  | Ramon Berenguer I de Barcelona | Ramon Berenguer I de Barcelona | Ramon Berenguer I de Barcelona | Ramon Berenguer I de Barcelona | Ramon Berenguer I de Barcelona |  |  | Sanç d'Olèrdola   | Sanç d'Olèrdola   | Sanç d'Olèrdola   | Sanç d'Olèrdola   | Sanç d'Olèrdola   | Sanç d'Olèrdola   |  |  | Guillem I d'Osona           | Guillem I d'Osona           | Guillem I d'Osona           | Guillem I d'Osona           | Guillem I d'Osona           | Guillem I d'Osona           |  |  | Bernat Berenguer | Bernat Berenguer | Bernat Berenguer | Bernat Berenguer | Bernat Berenguer | Bernat Berenguer |  |  | Sibil·la de Barcelona | Sibil·la de Barcelona | Sibil·la de Barcelona | Sibil·la de Barcelona | Sibil·la de Barcelona | Sibil·la de Barcelona |  |  |  |  |  |  |  |  |  |  |  |  |  |  |  |  |  |  |  |  |  |  |  |  |  |  |  |  |  |  |  |  |  |  |  |  |  |  |
| Elisabet de Nimes               | Elisabet de Nimes              | Elisabet de Nimes              | Elisabet de Nimes              | Elisabet de Nimes              | Elisabet de Nimes              |  |  |                   |                   |                   |                   |                   |                   |  |  |                             |                             |                             |                             |                             |                             |  |  |                  |                  |                  |                  |                  |                  |  |  | Enric de Borgonya     | Enric de Borgonya     | Enric de Borgonya     | Enric de Borgonya     | Enric de Borgonya     | Enric de Borgonya     |  |  |  |  |  |  |  |  |  |  |  |  |  |  |  |  |  |  |  |  |  |  |  |  |  |  |  |  |  |  |  |  |  |  |  |  |  |  |
| Elisabet de Nimes               | Elisabet de Nimes              | Elisabet de Nimes              | Elisabet de Nimes              | Elisabet de Nimes              | Elisabet de Nimes              |  |  |                   |                   |                   |                   |                   |                   |  |  |                             |                             |                             |                             |                             |                             |  |  |                  |                  |                  |                  |                  |                  |  |  | Enric de Borgonya     | Enric de Borgonya     | Enric de Borgonya     | Enric de Borgonya     | Enric de Borgonya     | Enric de Borgonya     |  |  |  |  |  |  |  |  |  |  |  |  |  |  |  |  |  |  |  |  |  |  |  |  |  |  |  |  |  |  |  |  |  |  |  |  |  |  |
| Blanca de Narbona (2ª muller)   |                                |                                |                                |                                |                                |  |  |                   |                   |                   |                   |                   |                   |  |  |                             |                             |                             |                             |                             |                             |  |  |                  |                  |                  |                  |                  |                  |  |  |                       |                       |                       |                       |                       |                       |  |  |  |  |  |  |  |  |  |  |  |  |  |  |  |  |  |  |  |  |  |  |  |  |  |  |  |  |  |  |  |  |  |  |  |  |  |  |
|                                 |                                |                                |                                |                                |                                |  |  |                   |                   |                   |                   |                   |                   |  |  |                             |                             |                             |                             |                             |                             |  |  |                  |                  |                  |                  |                  |                  |  |  |                       |                       |                       |                       |                       |                       |  |  |  |  |  |  |  |  |  |  |  |  |  |  |  |  |  |  |  |  |  |  |  |  |  |  |  |  |  |  |  |  |  |  |  |  |  |  |
| Almodis de la Marca (3ª muller) |                                |                                |                                |                                |                                |  |  |                   |                   |                   |                   |                   |                   |  |  |                             |                             |                             |                             |                             |                             |  |  |                  |                  |                  |                  |                  |                  |  |  |                       |                       |                       |                       |                       |                       |  |  |  |  |  |  |  |  |  |  |  |  |  |  |  |  |  |  |  |  |  |  |  |  |  |  |  |  |  |  |  |  |  |  |  |  |  |  |

### Ramon Berenguer I Barcelona
| Ramon Berenguer I       | Ramon Berenguer I       | Ramon Berenguer I       | Ramon Berenguer I       | Ramon Berenguer I       | Ramon Berenguer I       |  |  | Elisabet de Nimes  | Elisabet de Nimes  | Elisabet de Nimes  | Elisabet de Nimes  | Elisabet de Nimes  | Elisabet de Nimes  |  |  | Blanca de Narbona (2ª muller) | Blanca de Narbona (2ª muller) | Blanca de Narbona (2ª muller) | Blanca de Narbona (2ª muller) | Blanca de Narbona (2ª muller) | Blanca de Narbona (2ª muller) |  |  | Almodis de la Marca (3ª muller) | Almodis de la Marca (3ª muller) | Almodis de la Marca (3ª muller) | Almodis de la Marca (3ª muller) | Almodis de la Marca (3ª muller) | Almodis de la Marca (3ª muller) |  |  |                           |                           |                           |                           |                           |                           |  |  |                    |                    |                    |                    |                    |                    |  |  |                       |                       |                       |                       |                       |                       |  |  |  |  |  |  |  |  |  |  |  |  |  |  |  |  |  |  |  |  |  |  |  |  |  |  |  |  |  |  |  |  |  |  |  |  |  |  |  |  |  |  |  |  |  |  |  |  |  |  |
| Ramon Berenguer I       | Ramon Berenguer I       | Ramon Berenguer I       | Ramon Berenguer I       | Ramon Berenguer I       | Ramon Berenguer I       |  |  | Elisabet de Nimes  | Elisabet de Nimes  | Elisabet de Nimes  | Elisabet de Nimes  | Elisabet de Nimes  | Elisabet de Nimes  |  |  | Blanca de Narbona (2ª muller) | Blanca de Narbona (2ª muller) | Blanca de Narbona (2ª muller) | Blanca de Narbona (2ª muller) | Blanca de Narbona (2ª muller) | Blanca de Narbona (2ª muller) |  |  | Almodis de la Marca (3ª muller) | Almodis de la Marca (3ª muller) | Almodis de la Marca (3ª muller) | Almodis de la Marca (3ª muller) | Almodis de la Marca (3ª muller) | Almodis de la Marca (3ª muller) |  |  |                           |                           |                           |                           |                           |                           |  |  |                    |                    |                    |                    |                    |                    |  |  |                       |                       |                       |                       |                       |                       |  |  |  |  |  |  |  |  |  |  |  |  |  |  |  |  |  |  |  |  |  |  |  |  |  |  |  |  |  |  |  |  |  |  |  |  |  |  |  |  |  |  |  |  |  |  |  |  |  |  |
|                         |                         |                         |                         |                         |                         |  |  |                    |                    |                    |                    |                    |                    |  |  |                               |                               |                               |                               |                               |                               |  |  |                                 |                                 |                                 |                                 |                                 |                                 |  |  |                           |                           |                           |                           |                           |                           |  |  |                    |                    |                    |                    |                    |                    |  |  |                       |                       |                       |                       |                       |                       |  |  |  |  |  |  |  |  |  |  |  |  |  |  |  |  |  |  |  |  |  |  |  |  |  |  |  |  |  |  |  |  |  |  |  |  |  |  |  |  |  |  |  |  |  |  |  |  |  |  |
|                         |                         |                         |                         |                         |                         |  |  |                    |                    |                    |                    |                    |                    |  |  |                               |                               |                               |                               |                               |                               |  |  |                                 |                                 |                                 |                                 |                                 |                                 |  |  |                           |                           |                           |                           |                           |                           |  |  |                    |                    |                    |                    |                    |                    |  |  |                       |                       |                       |                       |                       |                       |  |  |  |  |  |  |  |  |  |  |  |  |  |  |  |  |  |  |  |  |  |  |  |  |  |  |  |  |  |  |  |  |  |  |  |  |  |  |  |  |  |  |  |  |  |  |  |  |  |  |
| Pere Ramon de Barcelona | Pere Ramon de Barcelona | Pere Ramon de Barcelona | Pere Ramon de Barcelona | Pere Ramon de Barcelona | Pere Ramon de Barcelona |  |  | Arnau de Barcelona | Arnau de Barcelona | Arnau de Barcelona | Arnau de Barcelona | Arnau de Barcelona | Arnau de Barcelona |  |  | Berenguer de Barcelona        | Berenguer de Barcelona        | Berenguer de Barcelona        | Berenguer de Barcelona        | Berenguer de Barcelona        | Berenguer de Barcelona        |  |  | Agnès de Barcelona              | Agnès de Barcelona              | Agnès de Barcelona              | Agnès de Barcelona              | Agnès de Barcelona              | Agnès de Barcelona              |  |  | Ramon Berenguer II        | Ramon Berenguer II        | Ramon Berenguer II        | Ramon Berenguer II        | Ramon Berenguer II        | Ramon Berenguer II        |  |  | Berenguer Ramon II | Berenguer Ramon II | Berenguer Ramon II | Berenguer Ramon II | Berenguer Ramon II | Berenguer Ramon II |  |  | Sança de Barcelona    | Sança de Barcelona    | Sança de Barcelona    | Sança de Barcelona    | Sança de Barcelona    | Sança de Barcelona    |  |  |  |  |  |  |  |  |  |  |  |  |  |  |  |  |  |  |  |  |  |  |  |  |  |  |  |  |  |  |  |  |  |  |  |  |  |  |  |  |  |  |  |  |  |  |  |  |  |  |
| Pere Ramon de Barcelona | Pere Ramon de Barcelona | Pere Ramon de Barcelona | Pere Ramon de Barcelona | Pere Ramon de Barcelona | Pere Ramon de Barcelona |  |  | Arnau de Barcelona | Arnau de Barcelona | Arnau de Barcelona | Arnau de Barcelona | Arnau de Barcelona | Arnau de Barcelona |  |  | Berenguer de Barcelona        | Berenguer de Barcelona        | Berenguer de Barcelona        | Berenguer de Barcelona        | Berenguer de Barcelona        | Berenguer de Barcelona        |  |  | Agnès de Barcelona              | Agnès de Barcelona              | Agnès de Barcelona              | Agnès de Barcelona              | Agnès de Barcelona              | Agnès de Barcelona              |  |  | Ramon Berenguer II        | Ramon Berenguer II        | Ramon Berenguer II        | Ramon Berenguer II        | Ramon Berenguer II        | Ramon Berenguer II        |  |  | Berenguer Ramon II | Berenguer Ramon II | Berenguer Ramon II | Berenguer Ramon II | Berenguer Ramon II | Berenguer Ramon II |  |  | Sança de Barcelona    | Sança de Barcelona    | Sança de Barcelona    | Sança de Barcelona    | Sança de Barcelona    | Sança de Barcelona    |  |  |  |  |  |  |  |  |  |  |  |  |  |  |  |  |  |  |  |  |  |  |  |  |  |  |  |  |  |  |  |  |  |  |  |  |  |  |  |  |  |  |  |  |  |  |  |  |  |  |
|                         |                         |                         |                         |                         |                         |  |  |                    |                    |                    |                    |                    |                    |  |  |                               |                               |                               |                               |                               |                               |  |  | Guigues VII d'Albon             | Guigues VII d'Albon             | Guigues VII d'Albon             | Guigues VII d'Albon             | Guigues VII d'Albon             | Guigues VII d'Albon             |  |  | Mafalda de Pulla-Calàbria | Mafalda de Pulla-Calàbria | Mafalda de Pulla-Calàbria | Mafalda de Pulla-Calàbria | Mafalda de Pulla-Calàbria | Mafalda de Pulla-Calàbria |  |  |                    |                    |                    |                    |                    |                    |  |  | Guillem I de Cerdanya | Guillem I de Cerdanya | Guillem I de Cerdanya | Guillem I de Cerdanya | Guillem I de Cerdanya | Guillem I de Cerdanya |  |  |  |  |  |  |  |  |  |  |  |  |  |  |  |  |  |  |  |  |  |  |  |  |  |  |  |  |  |  |  |  |  |  |  |  |  |  |  |  |  |  |  |  |  |  |  |  |  |  |

### Ramon Berenguer II de Barcelona
| Ramon Berenguer II                             | Ramon Berenguer II                             | Ramon Berenguer II                             | Ramon Berenguer II                             | Ramon Berenguer II                             | Ramon Berenguer II                             |  |  | Mafalda de Pulla-Calàbria | Mafalda de Pulla-Calàbria | Mafalda de Pulla-Calàbria | Mafalda de Pulla-Calàbria | Mafalda de Pulla-Calàbria | Mafalda de Pulla-Calàbria |  |  |                                     |                                     |                                     |                                     |                                     |                                     |  |  |  |  |  |  |  |  |  |  |  |  |  |  |  |  |  |  |  |  |  |  |  |  |  |  |  |  |  |  |  |  |  |  |  |  |  |  |  |  |  |  |  |  |  |  |  |  |  |  |  |  |
| Ramon Berenguer II                             | Ramon Berenguer II                             | Ramon Berenguer II                             | Ramon Berenguer II                             | Ramon Berenguer II                             | Ramon Berenguer II                             |  |  | Mafalda de Pulla-Calàbria | Mafalda de Pulla-Calàbria | Mafalda de Pulla-Calàbria | Mafalda de Pulla-Calàbria | Mafalda de Pulla-Calàbria | Mafalda de Pulla-Calàbria |  |  |                                     |                                     |                                     |                                     |                                     |                                     |  |  |  |  |  |  |  |  |  |  |  |  |  |  |  |  |  |  |  |  |  |  |  |  |  |  |  |  |  |  |  |  |  |  |  |  |  |  |  |  |  |  |  |  |  |  |  |  |  |  |  |  |
|                                                |                                                |                                                |                                                |                                                |                                                |  |  |                           |                           |                           |                           |                           |                           |  |  |                                     |                                     |                                     |                                     |                                     |                                     |  |  |  |  |  |  |  |  |  |  |  |  |  |  |  |  |  |  |  |  |  |  |  |  |  |  |  |  |  |  |  |  |  |  |  |  |  |  |  |  |  |  |  |  |  |  |  |  |  |  |  |  |
|                                                |                                                |                                                |                                                |                                                |                                                |  |  |                           |                           |                           |                           |                           |                           |  |  |                                     |                                     |                                     |                                     |                                     |                                     |  |  |  |  |  |  |  |  |  |  |  |  |  |  |  |  |  |  |  |  |  |  |  |  |  |  |  |  |  |  |  |  |  |  |  |  |  |  |  |  |  |  |  |  |  |  |  |  |  |  |  |  |
| Almodis de Barcelona                           | Almodis de Barcelona                           | Almodis de Barcelona                           | Almodis de Barcelona                           | Almodis de Barcelona                           | Almodis de Barcelona                           |  |  | Mafalda de Barcelona      | Mafalda de Barcelona      | Mafalda de Barcelona      | Mafalda de Barcelona      | Mafalda de Barcelona      | Mafalda de Barcelona      |  |  | Ramon Berenguer III de Barcelona    | Ramon Berenguer III de Barcelona    | Ramon Berenguer III de Barcelona    | Ramon Berenguer III de Barcelona    | Ramon Berenguer III de Barcelona    | Ramon Berenguer III de Barcelona    |  |  |  |  |  |  |  |  |  |  |  |  |  |  |  |  |  |  |  |  |  |  |  |  |  |  |  |  |  |  |  |  |  |  |  |  |  |  |  |  |  |  |  |  |  |  |  |  |  |  |  |  |
| Almodis de Barcelona                           | Almodis de Barcelona                           | Almodis de Barcelona                           | Almodis de Barcelona                           | Almodis de Barcelona                           | Almodis de Barcelona                           |  |  | Mafalda de Barcelona      | Mafalda de Barcelona      | Mafalda de Barcelona      | Mafalda de Barcelona      | Mafalda de Barcelona      | Mafalda de Barcelona      |  |  | Ramon Berenguer III de Barcelona    | Ramon Berenguer III de Barcelona    | Ramon Berenguer III de Barcelona    | Ramon Berenguer III de Barcelona    | Ramon Berenguer III de Barcelona    | Ramon Berenguer III de Barcelona    |  |  |  |  |  |  |  |  |  |  |  |  |  |  |  |  |  |  |  |  |  |  |  |  |  |  |  |  |  |  |  |  |  |  |  |  |  |  |  |  |  |  |  |  |  |  |  |  |  |  |  |  |
| Bernat Amat de Claramunt (vescomte de Cardona) | Bernat Amat de Claramunt (vescomte de Cardona) | Bernat Amat de Claramunt (vescomte de Cardona) | Bernat Amat de Claramunt (vescomte de Cardona) | Bernat Amat de Claramunt (vescomte de Cardona) | Bernat Amat de Claramunt (vescomte de Cardona) |  |  |                           |                           |                           |                           |                           |                           |  |  | Maria Díaz de Vivar (filla del Cid) | Maria Díaz de Vivar (filla del Cid) | Maria Díaz de Vivar (filla del Cid) | Maria Díaz de Vivar (filla del Cid) | Maria Díaz de Vivar (filla del Cid) | Maria Díaz de Vivar (filla del Cid) |  |  |  |  |  |  |  |  |  |  |  |  |  |  |  |  |  |  |  |  |  |  |  |  |  |  |  |  |  |  |  |  |  |  |  |  |  |  |  |  |  |  |  |  |  |  |  |  |  |  |  |  |
| Bernat Amat de Claramunt (vescomte de Cardona) | Bernat Amat de Claramunt (vescomte de Cardona) | Bernat Amat de Claramunt (vescomte de Cardona) | Bernat Amat de Claramunt (vescomte de Cardona) | Bernat Amat de Claramunt (vescomte de Cardona) | Bernat Amat de Claramunt (vescomte de Cardona) |  |  |                           |                           |                           |                           |                           |                           |  |  | Maria Díaz de Vivar (filla del Cid) | Maria Díaz de Vivar (filla del Cid) | Maria Díaz de Vivar (filla del Cid) | Maria Díaz de Vivar (filla del Cid) | Maria Díaz de Vivar (filla del Cid) | Maria Díaz de Vivar (filla del Cid) |  |  |  |  |  |  |  |  |  |  |  |  |  |  |  |  |  |  |  |  |  |  |  |  |  |  |  |  |  |  |  |  |  |  |  |  |  |  |  |  |  |  |  |  |  |  |  |  |  |  |  |  |
|                                                |                                                |                                                |                                                |                                                |                                                |  |  |                           |                           |                           |                           |                           |                           |  |  | Almodis de Mortain (2ª muller)      |                                     |                                     |                                     |                                     |                                     |  |  |  |  |  |  |  |  |  |  |  |  |  |  |  |  |  |  |  |  |  |  |  |  |  |  |  |  |  |  |  |  |  |  |  |  |  |  |  |  |  |  |  |  |  |  |  |  |  |  |  |  |
|                                                |                                                |                                                |                                                |                                                |                                                |  |  |                           |                           |                           |                           |                           |                           |  |  |                                     |                                     |                                     |                                     |                                     |                                     |  |  |  |  |  |  |  |  |  |  |  |  |  |  |  |  |  |  |  |  |  |  |  |  |  |  |  |  |  |  |  |  |  |  |  |  |  |  |  |  |  |  |  |  |  |  |  |  |  |  |  |  |
|                                                |                                                |                                                |                                                |                                                |                                                |  |  |                           |                           |                           |                           |                           |                           |  |  | Dolça de Provença (3ª muller)       |                                     |                                     |                                     |                                     |                                     |  |  |  |  |  |  |  |  |  |  |  |  |  |  |  |  |  |  |  |  |  |  |  |  |  |  |  |  |  |  |  |  |  |  |  |  |  |  |  |  |  |  |  |  |  |  |  |  |  |  |  |  |

### Ramon Berenguer III Barcelona
| Ramon Berenguer III | Ramon Berenguer III | Ramon Berenguer III | Ramon Berenguer III | Ramon Berenguer III | Ramon Berenguer III |  |  | Maria Díaz de Vivar          | Maria Díaz de Vivar  | Maria Díaz de Vivar  | Maria Díaz de Vivar  | Maria Díaz de Vivar  | Maria Díaz de Vivar  |  |  | Almodis de Mortain (2ª muller) | Almodis de Mortain (2ª muller) | Almodis de Mortain (2ª muller) | Almodis de Mortain (2ª muller) | Almodis de Mortain (2ª muller) | Almodis de Mortain (2ª muller) |  |  | Dolça de Provença (3ª muller)   | Dolça de Provença (3ª muller)   | Dolça de Provença (3ª muller)   | Dolça de Provença (3ª muller)   | Dolça de Provença (3ª muller)   | Dolça de Provença (3ª muller)   |  |  |                               |                               |                               |                               |                               |                               |  |  |                     |                     |                     |                     |                     |                     |  |  |                        |                        |                        |                        |                        |                        |  |  |                                 |                                 |                                 |                                 |                                 |                                 |  |  |                      |                      |                      |                      |                      |                      |  |  |  |  |  |  |  |  |  |  |  |  |  |  |  |  |  |  |  |  |  |  |  |  |  |  |  |  |  |  |  |  |  |  |  |  |  |  |  |  |  |  |  |  |  |  |  |  |  |  |  |  |  |  |
| Ramon Berenguer III | Ramon Berenguer III | Ramon Berenguer III | Ramon Berenguer III | Ramon Berenguer III | Ramon Berenguer III |  |  | Maria Díaz de Vivar          | Maria Díaz de Vivar  | Maria Díaz de Vivar  | Maria Díaz de Vivar  | Maria Díaz de Vivar  | Maria Díaz de Vivar  |  |  | Almodis de Mortain (2ª muller) | Almodis de Mortain (2ª muller) | Almodis de Mortain (2ª muller) | Almodis de Mortain (2ª muller) | Almodis de Mortain (2ª muller) | Almodis de Mortain (2ª muller) |  |  | Dolça de Provença (3ª muller)   | Dolça de Provença (3ª muller)   | Dolça de Provença (3ª muller)   | Dolça de Provença (3ª muller)   | Dolça de Provença (3ª muller)   | Dolça de Provença (3ª muller)   |  |  |                               |                               |                               |                               |                               |                               |  |  |                     |                     |                     |                     |                     |                     |  |  |                        |                        |                        |                        |                        |                        |  |  |                                 |                                 |                                 |                                 |                                 |                                 |  |  |                      |                      |                      |                      |                      |                      |  |  |  |  |  |  |  |  |  |  |  |  |  |  |  |  |  |  |  |  |  |  |  |  |  |  |  |  |  |  |  |  |  |  |  |  |  |  |  |  |  |  |  |  |  |  |  |  |  |  |  |  |  |  |
|                     |                     |                     |                     |                     |                     |  |  |                              |                      |                      |                      |                      |                      |  |  |                                |                                |                                |                                |                                |                                |  |  |                                 |                                 |                                 |                                 |                                 |                                 |  |  |                               |                               |                               |                               |                               |                               |  |  |                     |                     |                     |                     |                     |                     |  |  |                        |                        |                        |                        |                        |                        |  |  |                                 |                                 |                                 |                                 |                                 |                                 |  |  |                      |                      |                      |                      |                      |                      |  |  |  |  |  |  |  |  |  |  |  |  |  |  |  |  |  |  |  |  |  |  |  |  |  |  |  |  |  |  |  |  |  |  |  |  |  |  |  |  |  |  |  |  |  |  |  |  |  |  |  |  |  |  |
|                     |                     |                     |                     |                     |                     |  |  |                              |                      |                      |                      |                      |                      |  |  |                                |                                |                                |                                |                                |                                |  |  |                                 |                                 |                                 |                                 |                                 |                                 |  |  |                               |                               |                               |                               |                               |                               |  |  |                     |                     |                     |                     |                     |                     |  |  |                        |                        |                        |                        |                        |                        |  |  |                                 |                                 |                                 |                                 |                                 |                                 |  |  |                      |                      |                      |                      |                      |                      |  |  |  |  |  |  |  |  |  |  |  |  |  |  |  |  |  |  |  |  |  |  |  |  |  |  |  |  |  |  |  |  |  |  |  |  |  |  |  |  |  |  |  |  |  |  |  |  |  |  |  |  |  |  |
| Maria de Barcelona  | Maria de Barcelona  | Maria de Barcelona  | Maria de Barcelona  | Maria de Barcelona  | Maria de Barcelona  |  |  | Ximena d'Osona               | Ximena d'Osona       | Ximena d'Osona       | Ximena d'Osona       | Ximena d'Osona       | Ximena d'Osona       |  |  | Berenguera de Barcelona        | Berenguera de Barcelona        | Berenguera de Barcelona        | Berenguera de Barcelona        | Berenguera de Barcelona        | Berenguera de Barcelona        |  |  | Ramon Berenguer IV de Barcelona | Ramon Berenguer IV de Barcelona | Ramon Berenguer IV de Barcelona | Ramon Berenguer IV de Barcelona | Ramon Berenguer IV de Barcelona | Ramon Berenguer IV de Barcelona |  |  | Berenguer Ramon I de Provença | Berenguer Ramon I de Provença | Berenguer Ramon I de Provença | Berenguer Ramon I de Provença | Berenguer Ramon I de Provença | Berenguer Ramon I de Provença |  |  | Bernat de Barcelona | Bernat de Barcelona | Bernat de Barcelona | Bernat de Barcelona | Bernat de Barcelona | Bernat de Barcelona |  |  | Estefania de Barcelona | Estefania de Barcelona | Estefania de Barcelona | Estefania de Barcelona | Estefania de Barcelona | Estefania de Barcelona |  |  | Mafalda de Barcelona            | Mafalda de Barcelona            | Mafalda de Barcelona            | Mafalda de Barcelona            | Mafalda de Barcelona            | Mafalda de Barcelona            |  |  | Almodis de Barcelona | Almodis de Barcelona | Almodis de Barcelona | Almodis de Barcelona | Almodis de Barcelona | Almodis de Barcelona |  |  |  |  |  |  |  |  |  |  |  |  |  |  |  |  |  |  |  |  |  |  |  |  |  |  |  |  |  |  |  |  |  |  |  |  |  |  |  |  |  |  |  |  |  |  |  |  |  |  |  |  |  |  |
| Maria de Barcelona  | Maria de Barcelona  | Maria de Barcelona  | Maria de Barcelona  | Maria de Barcelona  | Maria de Barcelona  |  |  | Ximena d'Osona               | Ximena d'Osona       | Ximena d'Osona       | Ximena d'Osona       | Ximena d'Osona       | Ximena d'Osona       |  |  | Berenguera de Barcelona        | Berenguera de Barcelona        | Berenguera de Barcelona        | Berenguera de Barcelona        | Berenguera de Barcelona        | Berenguera de Barcelona        |  |  | Ramon Berenguer IV de Barcelona | Ramon Berenguer IV de Barcelona | Ramon Berenguer IV de Barcelona | Ramon Berenguer IV de Barcelona | Ramon Berenguer IV de Barcelona | Ramon Berenguer IV de Barcelona |  |  | Berenguer Ramon I de Provença | Berenguer Ramon I de Provença | Berenguer Ramon I de Provença | Berenguer Ramon I de Provença | Berenguer Ramon I de Provença | Berenguer Ramon I de Provença |  |  | Bernat de Barcelona | Bernat de Barcelona | Bernat de Barcelona | Bernat de Barcelona | Bernat de Barcelona | Bernat de Barcelona |  |  | Estefania de Barcelona | Estefania de Barcelona | Estefania de Barcelona | Estefania de Barcelona | Estefania de Barcelona | Estefania de Barcelona |  |  | Mafalda de Barcelona            | Mafalda de Barcelona            | Mafalda de Barcelona            | Mafalda de Barcelona            | Mafalda de Barcelona            | Mafalda de Barcelona            |  |  | Almodis de Barcelona | Almodis de Barcelona | Almodis de Barcelona | Almodis de Barcelona | Almodis de Barcelona | Almodis de Barcelona |  |  |  |  |  |  |  |  |  |  |  |  |  |  |  |  |  |  |  |  |  |  |  |  |  |  |  |  |  |  |  |  |  |  |  |  |  |  |  |  |  |  |  |  |  |  |  |  |  |  |  |  |  |  |
|                     |                     |                     |                     |                     |                     |  |  | Bernat III de Besalú         | Bernat III de Besalú | Bernat III de Besalú | Bernat III de Besalú | Bernat III de Besalú | Bernat III de Besalú |  |  |                                |                                |                                |                                |                                |                                |  |  | Peronella d'Aragó               | Peronella d'Aragó               | Peronella d'Aragó               | Peronella d'Aragó               | Peronella d'Aragó               | Peronella d'Aragó               |  |  | Beatriu de Melguelh           | Beatriu de Melguelh           | Beatriu de Melguelh           | Beatriu de Melguelh           | Beatriu de Melguelh           | Beatriu de Melguelh           |  |  |                     |                     |                     |                     |                     |                     |  |  | Cèntul II de Bigorra   | Cèntul II de Bigorra   | Cèntul II de Bigorra   | Cèntul II de Bigorra   | Cèntul II de Bigorra   | Cèntul II de Bigorra   |  |  | Guillem Ramon II de Castellvell | Guillem Ramon II de Castellvell | Guillem Ramon II de Castellvell | Guillem Ramon II de Castellvell | Guillem Ramon II de Castellvell | Guillem Ramon II de Castellvell |  |  | Ponç II de Cervera   | Ponç II de Cervera   | Ponç II de Cervera   | Ponç II de Cervera   | Ponç II de Cervera   | Ponç II de Cervera   |  |  |  |  |  |  |  |  |  |  |  |  |  |  |  |  |  |  |  |  |  |  |  |  |  |  |  |  |  |  |  |  |  |  |  |  |  |  |  |  |  |  |  |  |  |  |  |  |  |  |  |  |  |  |
|                     |                     |                     |                     |                     |                     |  |  | Bernat III de Besalú         | Bernat III de Besalú | Bernat III de Besalú | Bernat III de Besalú | Bernat III de Besalú | Bernat III de Besalú |  |  |                                |                                |                                |                                |                                |                                |  |  | Peronella d'Aragó               | Peronella d'Aragó               | Peronella d'Aragó               | Peronella d'Aragó               | Peronella d'Aragó               | Peronella d'Aragó               |  |  | Beatriu de Melguelh           | Beatriu de Melguelh           | Beatriu de Melguelh           | Beatriu de Melguelh           | Beatriu de Melguelh           | Beatriu de Melguelh           |  |  |                     |                     |                     |                     |                     |                     |  |  | Cèntul II de Bigorra   | Cèntul II de Bigorra   | Cèntul II de Bigorra   | Cèntul II de Bigorra   | Cèntul II de Bigorra   | Cèntul II de Bigorra   |  |  | Guillem Ramon II de Castellvell | Guillem Ramon II de Castellvell | Guillem Ramon II de Castellvell | Guillem Ramon II de Castellvell | Guillem Ramon II de Castellvell | Guillem Ramon II de Castellvell |  |  | Ponç II de Cervera   | Ponç II de Cervera   | Ponç II de Cervera   | Ponç II de Cervera   | Ponç II de Cervera   | Ponç II de Cervera   |  |  |  |  |  |  |  |  |  |  |  |  |  |  |  |  |  |  |  |  |  |  |  |  |  |  |  |  |  |  |  |  |  |  |  |  |  |  |  |  |  |  |  |  |  |  |  |  |  |  |  |  |  |  |
|                     |                     |                     |                     |                     |                     |  |  | Roger III de Foix (2º marit) |                      |                      |                      |                      |                      |  |  |                                |                                |                                |                                |                                |                                |  |  |                                 |                                 |                                 |                                 |                                 |                                 |  |  |                               |                               |                               |                               |                               |                               |  |  |                     |                     |                     |                     |                     |                     |  |  |                        |                        |                        |                        |                        |                        |  |  |                                 |                                 |                                 |                                 |                                 |                                 |  |  |                      |                      |                      |                      |                      |                      |  |  |  |  |  |  |  |  |  |  |  |  |  |  |  |  |  |  |  |  |  |  |  |  |  |  |  |  |  |  |  |  |  |  |  |  |  |  |  |  |  |  |  |  |  |  |  |  |  |  |  |  |  |  |

### Ramon Berenguer IV de Barcelona
| Ramon Berenguer IV | Ramon Berenguer IV | Ramon Berenguer IV | Ramon Berenguer IV | Ramon Berenguer IV | Ramon Berenguer IV |  |  | Peronella d'Aragó               | Peronella d'Aragó               | Peronella d'Aragó               | Peronella d'Aragó               | Peronella d'Aragó               | Peronella d'Aragó               |  |  |                 |                 |                 |                 |                 |                 |  |  |                    |                    |                    |                    |                    |                    |  |  |                         |                         |                         |                         |                         |                         |  |  |  |  |  |  |  |  |  |  |  |  |  |  |  |  |  |  |  |  |  |  |  |  |  |  |  |  |  |  |  |  |  |  |  |  |  |  |
| Ramon Berenguer IV | Ramon Berenguer IV | Ramon Berenguer IV | Ramon Berenguer IV | Ramon Berenguer IV | Ramon Berenguer IV |  |  | Peronella d'Aragó               | Peronella d'Aragó               | Peronella d'Aragó               | Peronella d'Aragó               | Peronella d'Aragó               | Peronella d'Aragó               |  |  |                 |                 |                 |                 |                 |                 |  |  |                    |                    |                    |                    |                    |                    |  |  |                         |                         |                         |                         |                         |                         |  |  |  |  |  |  |  |  |  |  |  |  |  |  |  |  |  |  |  |  |  |  |  |  |  |  |  |  |  |  |  |  |  |  |  |  |  |  |
|                    |                    |                    |                    |                    |                    |  |  |                                 |                                 |                                 |                                 |                                 |                                 |  |  |                 |                 |                 |                 |                 |                 |  |  |                    |                    |                    |                    |                    |                    |  |  |                         |                         |                         |                         |                         |                         |  |  |  |  |  |  |  |  |  |  |  |  |  |  |  |  |  |  |  |  |  |  |  |  |  |  |  |  |  |  |  |  |  |  |  |  |  |  |
|                    |                    |                    |                    |                    |                    |  |  |                                 |                                 |                                 |                                 |                                 |                                 |  |  |                 |                 |                 |                 |                 |                 |  |  |                    |                    |                    |                    |                    |                    |  |  |                         |                         |                         |                         |                         |                         |  |  |  |  |  |  |  |  |  |  |  |  |  |  |  |  |  |  |  |  |  |  |  |  |  |  |  |  |  |  |  |  |  |  |  |  |  |  |
| Pere               | Pere               | Pere               | Pere               | Pere               | Pere               |  |  | Alfons II d'Aragó               | Alfons II d'Aragó               | Alfons II d'Aragó               | Alfons II d'Aragó               | Alfons II d'Aragó               | Alfons II d'Aragó               |  |  | Ramon Berenguer | Ramon Berenguer | Ramon Berenguer | Ramon Berenguer | Ramon Berenguer | Ramon Berenguer |  |  | Dolça              | Dolça              | Dolça              | Dolça              | Dolça              | Dolça              |  |  | Sanç                    | Sanç                    | Sanç                    | Sanç                    | Sanç                    | Sanç                    |  |  |  |  |  |  |  |  |  |  |  |  |  |  |  |  |  |  |  |  |  |  |  |  |  |  |  |  |  |  |  |  |  |  |  |  |  |  |
| Pere               | Pere               | Pere               | Pere               | Pere               | Pere               |  |  | Alfons II d'Aragó               | Alfons II d'Aragó               | Alfons II d'Aragó               | Alfons II d'Aragó               | Alfons II d'Aragó               | Alfons II d'Aragó               |  |  | Ramon Berenguer | Ramon Berenguer | Ramon Berenguer | Ramon Berenguer | Ramon Berenguer | Ramon Berenguer |  |  | Dolça              | Dolça              | Dolça              | Dolça              | Dolça              | Dolça              |  |  | Sanç                    | Sanç                    | Sanç                    | Sanç                    | Sanç                    | Sanç                    |  |  |  |  |  |  |  |  |  |  |  |  |  |  |  |  |  |  |  |  |  |  |  |  |  |  |  |  |  |  |  |  |  |  |  |  |  |  |
|                    |                    |                    |                    |                    |                    |  |  | Mafalda de Portugal i de Savoia | Mafalda de Portugal i de Savoia | Mafalda de Portugal i de Savoia | Mafalda de Portugal i de Savoia | Mafalda de Portugal i de Savoia | Mafalda de Portugal i de Savoia |  |  |                 |                 |                 |                 |                 |                 |  |  | Sanç I de Portugal | Sanç I de Portugal | Sanç I de Portugal | Sanç I de Portugal | Sanç I de Portugal | Sanç I de Portugal |  |  | Ermessenda de Rocabertí | Ermessenda de Rocabertí | Ermessenda de Rocabertí | Ermessenda de Rocabertí | Ermessenda de Rocabertí | Ermessenda de Rocabertí |  |  |  |  |  |  |  |  |  |  |  |  |  |  |  |  |  |  |  |  |  |  |  |  |  |  |  |  |  |  |  |  |  |  |  |  |  |  |
|                    |                    |                    |                    |                    |                    |  |  | Mafalda de Portugal i de Savoia | Mafalda de Portugal i de Savoia | Mafalda de Portugal i de Savoia | Mafalda de Portugal i de Savoia | Mafalda de Portugal i de Savoia | Mafalda de Portugal i de Savoia |  |  |                 |                 |                 |                 |                 |                 |  |  | Sanç I de Portugal | Sanç I de Portugal | Sanç I de Portugal | Sanç I de Portugal | Sanç I de Portugal | Sanç I de Portugal |  |  | Ermessenda de Rocabertí | Ermessenda de Rocabertí | Ermessenda de Rocabertí | Ermessenda de Rocabertí | Ermessenda de Rocabertí | Ermessenda de Rocabertí |  |  |  |  |  |  |  |  |  |  |  |  |  |  |  |  |  |  |  |  |  |  |  |  |  |  |  |  |  |  |  |  |  |  |  |  |  |  |
|                    |                    |                    |                    |                    |                    |  |  | Sança de Castella (2ª muller)   | Sança de Castella (2ª muller)   | Sança de Castella (2ª muller)   | Sança de Castella (2ª muller)   | Sança de Castella (2ª muller)   | Sança de Castella (2ª muller)   |  |  |                 |                 |                 |                 |                 |                 |  |  |                    |                    |                    |                    |                    |                    |  |  | Sança Núñez de Lara     | Sança Núñez de Lara     | Sança Núñez de Lara     | Sança Núñez de Lara     | Sança Núñez de Lara     | Sança Núñez de Lara     |  |  |  |  |  |  |  |  |  |  |  |  |  |  |  |  |  |  |  |  |  |  |  |  |  |  |  |  |  |  |  |  |  |  |  |  |  |  |